# カサゴ目
カサゴ目（カサゴもく、学名：Scorpaeniformes）は、硬骨魚類の分類群の一つ。6亜目41科398属で構成され、カサゴ・メバル・オニオコゼ・ホウボウ・コチ・アイナメなど底生性の海水魚を中心に、少なくとも2,100種が含まれる。眼下骨棚と呼ばれる骨格上の特徴を唯一の根拠としてまとめられた一群であり、所属する魚類の形態ならびに生態は多様性に富んでいる。カジカ目とも呼ばれる。

## 概要
カサゴ目には2016年の時点で2,000を超える種が所属し、魚類の目の中でも大きな一群となっている。海産種を中心とするグループとしては2番目の規模をもち、系統順位の上でもスズキ目に続いて進化の進んだ高位群として位置付けられている。
カサゴ目の魚類は極海を含めた世界中の海に分布するとともに、沿岸海域から海溝の深部（水深7,000m以深）に至るまで、極めて幅広い生息水深をもつ。頭部にトゲや骨質の隆起を備えたいかつい風貌のフサカサゴ科、指のような胸鰭で海底を歩くように移動するホウボウ科、頭部が平たくつぶれたコチ科、ぬるぬるした柔軟な体のクサウオ科など、その形態もまた多種多様である。メバルやホッケ、ギンダラなど多くの種類が釣魚・食用魚として利用されるほか、ミノカサゴなど観賞魚として水族館で飼育される鮮やかな色彩をもつ仲間も数多い。
カサゴ目は眼下骨棚（英: suborbital stay）と呼ばれる骨格上の特徴を根拠としてまとめられたグループである。パタエクス科（3種）を除くほぼすべてのカサゴ類はさまざまに発達した眼下骨棚をもち、本目を一つのまとまった分類群として定義するための重要な形質とみなされてきた。しかし、眼下骨棚は複数の異なるグループがそれぞれ独自に獲得した一つの形質に過ぎず、カサゴ目は起源の異なる分類群を寄せ集めただけの多系統群であるとする報告もなされている。このように、近年では本目の単系統性を否定する見解が多いものの、包括的な新分類の提示はいまだなされておらず、従来のカサゴ目としての体系が維持されている。

## 分布

### 世界

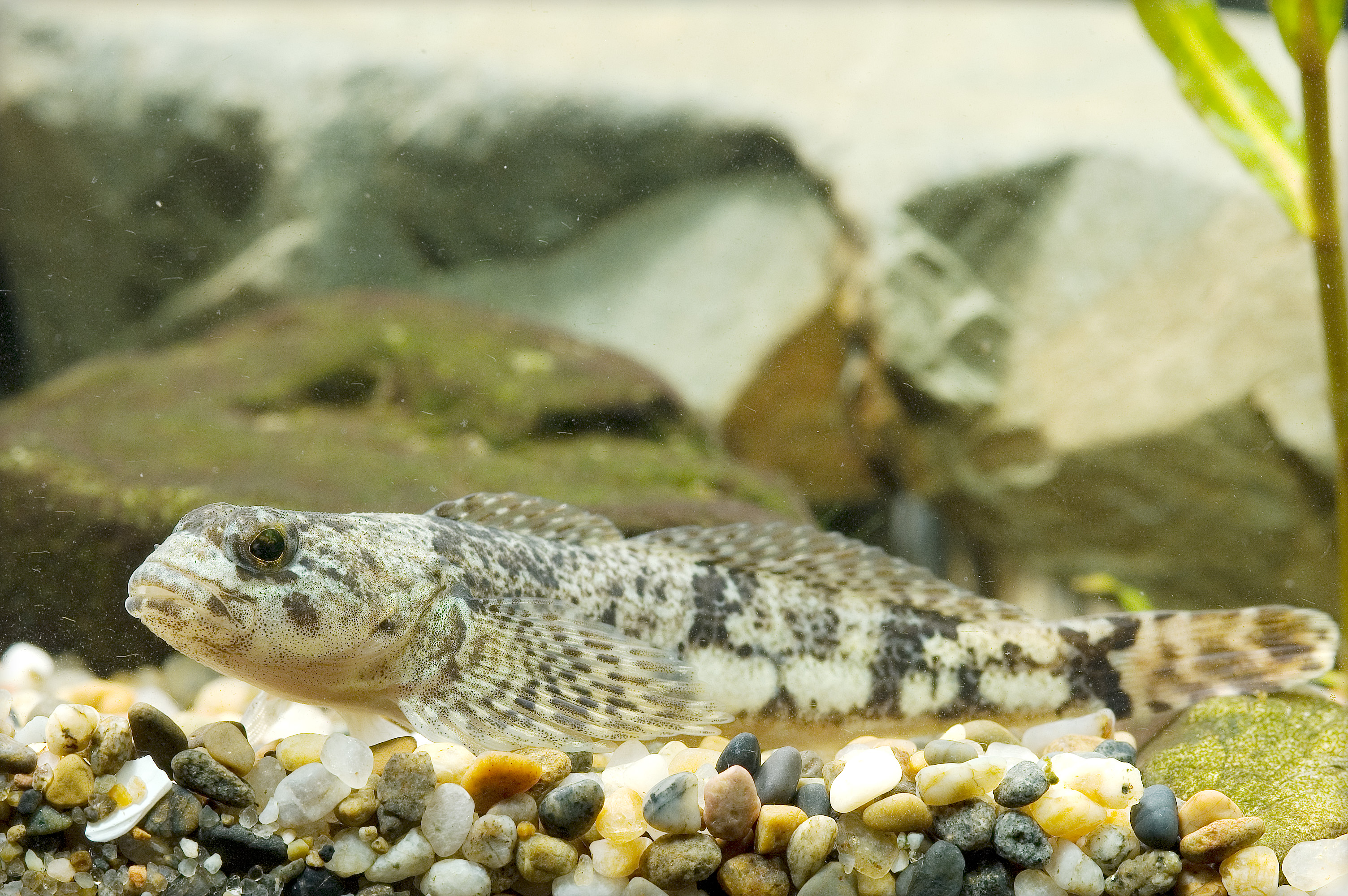
ウツセミカジカ Cottus reinii （カジカ科）。本種は琵琶湖固有の独立種とされてきたが、近年ではカジカ（C. pollux）と同種とみなす見解もある

カサゴ目の仲間はその多くが海水魚で、極圏を含めた全世界の海洋に分布する。カサゴ・ホウボウ・コチの仲間は熱帯から温帯にかけての温暖な海に、アイナメ・カジカ・ダンゴウオ類は北部太平洋を中心とした寒冷な海に生息するものが多い。トクビレ科・クサウオ科の一部の魚類が北極海・南極海に進出する。海産種の生息水深はタイドプール（潮だまり）、沿岸域から深海まで幅広く、クサウオ科には水深6,000m以深の超深海層に分布する深海魚も知られている。
カジカ科には約60種の淡水魚が所属し、日本を含む世界各地の河川・湖沼に分布している。カジカ科の一部の属、およびコメーポルス科・アビュッソコットゥス科の両科に所属する魚類はバイカル湖（ロシア）の固有種で、他の水域から隔絶された環境下で独自の種分化を遂げたグループとなっている。

### 日本
南北に細長い日本の海には数多くのカサゴ目魚類が分布しており、北日本の寒冷な海にはダンゴウオ科・アイナメ科などが、また本州以南の比較的温暖な地域ではフサカサゴ科の仲間が生息する。淡水産種としてはカジカ科の7種が知られ、そのうちカジカ（Cottus pollux）・ウツセミカジカ・ハナカジカ・アユカケの4種は日本固有種である。西表島の沿岸に分布するハオコゼ亜科（フサカサゴ科）の2種（ヒゲソリオコゼ Tetraroge niger およびアゴヒゲオコゼ T. barbata）は、汽水域から淡水にも進出する。

## 形態

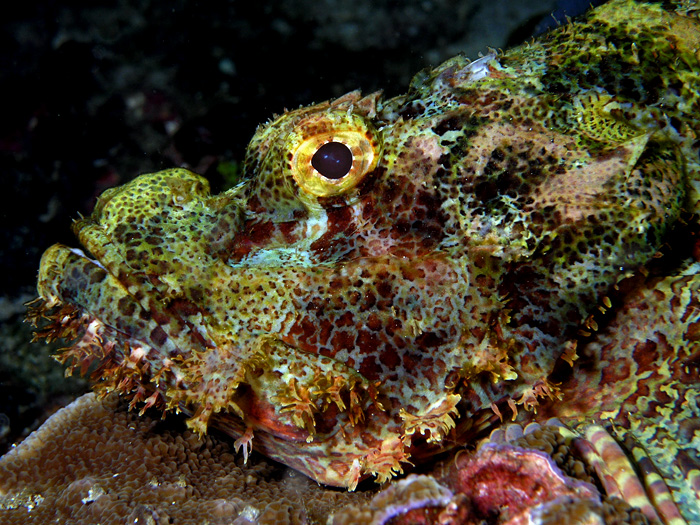
ウルマカサゴ Scorpaenopsis oxycephala （フサカサゴ亜科）。カサゴ類の頭部は骨質・肉質の突起や皮弁に覆われ、独特のいかつい顔を呈する

カサゴ目魚類における最も重要な形態学的特徴として、眼下骨棚の存在が挙げられる。眼下骨とは眼窩の周りを囲む複数の骨を指し、本目の魚類ではその中で三番目にあたる眼下骨からトゲ状の突起が後方に伸び、これを眼下骨棚と呼んでいる。眼下骨棚の発達の度合いはグループによってさまざまであるが、一般に頬を横切って前鰓蓋骨にまで達する。眼下骨棚は明瞭でわかりやすい特徴であることから、カサゴ目は19世紀初頭には既にひとまとめの分類群として扱われてきた。
眼下骨棚以外の本目魚類の共通点としては、発音筋および頭頂骨に開いた感覚管の存在が知られている。発音筋は浮き袋を収縮させ音を発する機能をもつ筋肉で、ニベ（スズキ亜目ニベ科）など他のグループの魚類でもみられる。頭頂骨の感覚管は頭部両側の側線系を連絡するための管で、ゲンゲ亜目などスズキ目の複数の群と共通する特徴である。
頭部にいぼ状あるいはトゲ状の突起や房状の皮弁をもつ種類が多く、頑丈な骨質の隆起で覆われるものもある。オニオコゼなどフサカサゴ科の仲間は特に発達した皮弁をもち、藻類や岩に擬態して敵や獲物の目をあざむく。体色はグループによってさまざまだが、深海に生息するアコウダイやホウボウの仲間は赤い体色をしていることが多い。深海には赤い波長の光はほとんど届かないことから、赤い体色は保護色としての機能をもつと考えられている。
背鰭と臀鰭に棘条をもつことが多い。腹鰭は多くの場合胸の位置にあり、ほとんどの種類では1本の棘条と5本の軟条で構成される。胸鰭は丸みを帯びて大きく発達しており、下位の軟条が遊離して大きく広がるものもある。

## 生態

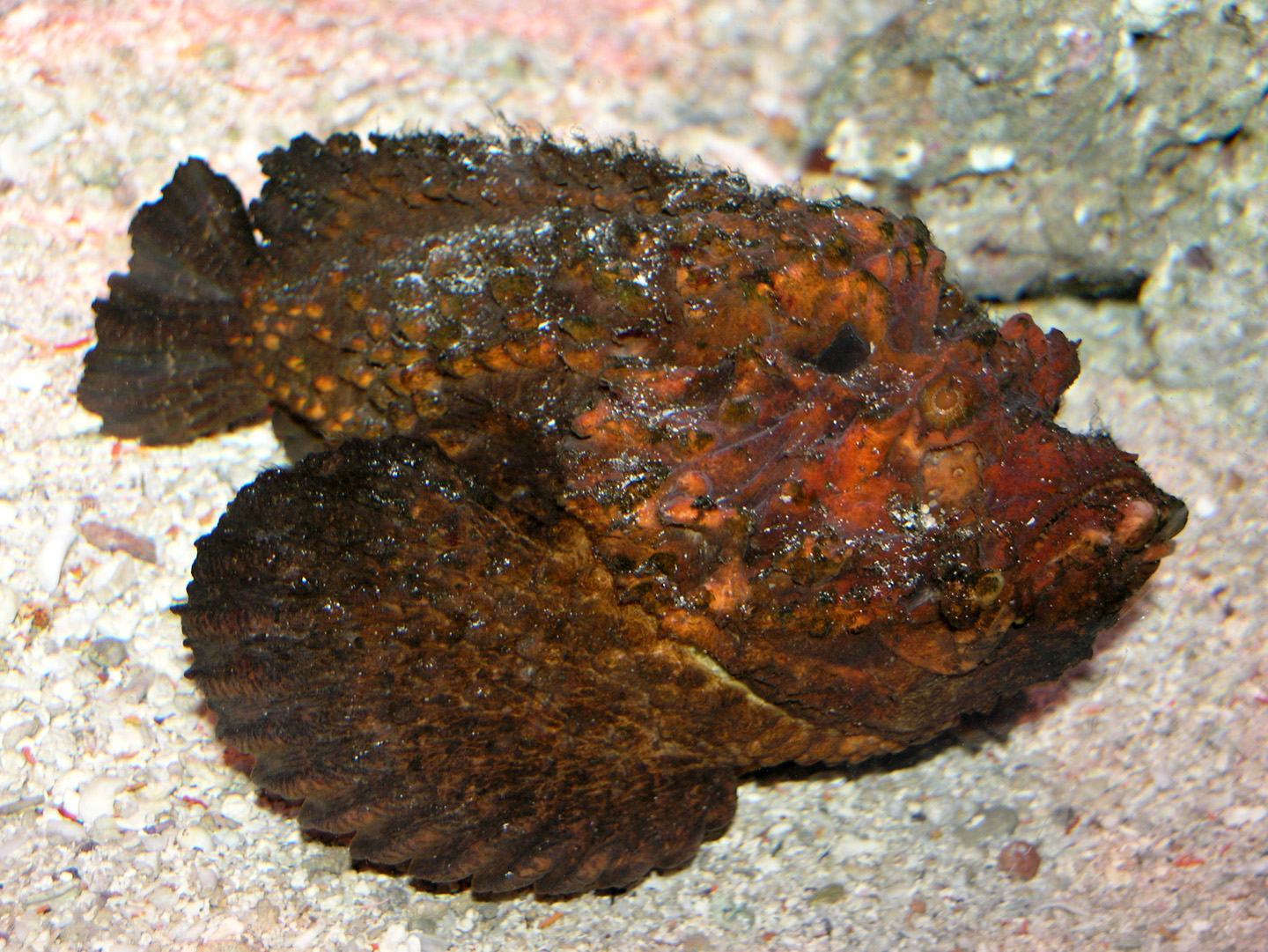
オニダルマオコゼ Synanceia verrucosa （オニオコゼ亜科）。背鰭の棘条には猛毒があり、刺された場合死に至ることもある。岩に擬態して見つけづらく、注意を要する魚類である

ほとんどのカサゴ目魚類は、海底であまり動かずに生活する底生魚である。沿岸の岩礁域で暮らすメバル類、熱帯のサンゴ礁に多いカサゴ類、砂泥底での生活に適応したコチ類・ホウボウ類など、生活環境は多種多様である。一生を通して大々的な移動をする種類は少ないが、淡水産のカジカ類では成長段階に応じて海と河川とを往復する回遊性の魚類が知られている。ギンダラ科の2種（ギンダラおよびアブラボウズ）は未成熟の段階では表層で生活し、成魚になった後に深海へ移行する。また、ホッケの若魚は比較的広範囲の海域を回遊する。
本目の魚類は大半が肉食性で、ゴカイ・貝類・甲殻類・小魚などを捕食する。中〜大型種の多くが食用種として利用され、メバル亜科・ホッケ亜科・コチ科の仲間のほか、ギンダラ（ギンダラ科）・ランプサッカー（Cyclopterus lumpus、ダンゴウオ科）などは特に重要な漁業対象種となっている。
ハオコゼ・ミノカサゴ・オニオコゼなど、鰭の棘条に毒をもつ種類も多い。刺された場合は強い痛みを伴い、特に強力な毒をもつオニダルマオコゼでは死に至ることすらある。そのため英語では、この仲間をサソリやスズメバチに例えてスコーピオンフィッシュ（Scorpion Fish）、ワスプフィッシュ（Waspfish）と呼ぶこともある。

## 分類
Nelson（2016）では6亜目41科398属2,092種が認められている。棘鰭上目の中では比較的高位なグループとして、スズキ目の前に位置付けられている。
本目の分類体系には異論が多く、カサゴ亜目としてスズキ目の内部に含める体系もある。一方で、本目がスズキ目に内包されるグループであること、およびカレイ目・フグ目を含めたスズキ目派生群の姉妹群であることのいずれをも否定する見解もある。また、カサゴ亜目とカジカ亜目を起源の異なる群とみなし、それぞれをハタ科およびゲンゲ亜目（いずれもスズキ目）と近縁であるとする報告もある。Nelson（2016）の体系ではゲンゲ亜目やトゲウオ亜目の一部をカサゴ目に含め、セミホウボウ科をヨウジウオ目に分類している。

### カサゴ亜目

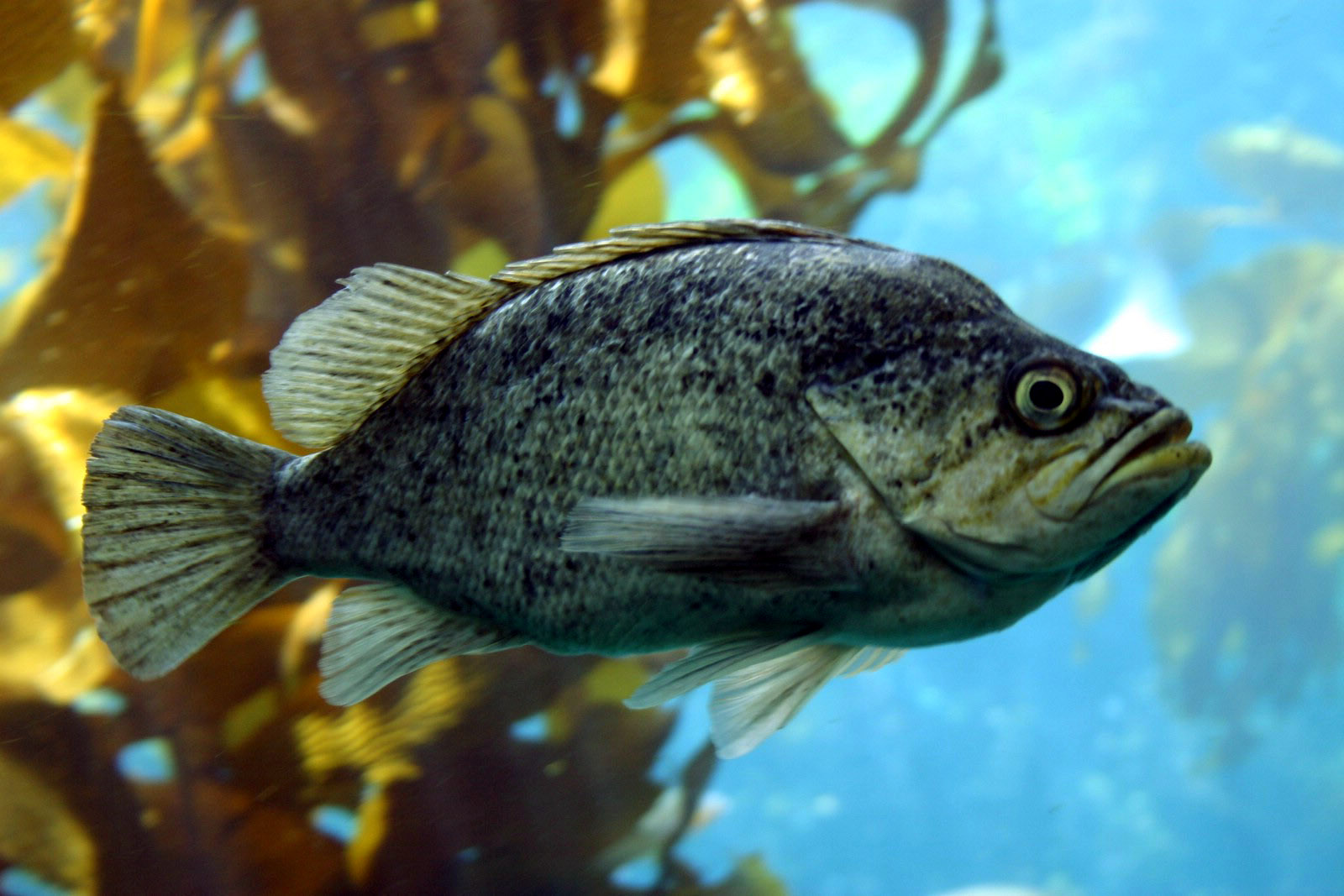
ケルプロックフィッシュ Sebastes atrovirens （メバル亜科）。メバル類は卵胎生で、岩礁域や藻場で暮らす魚類が多い

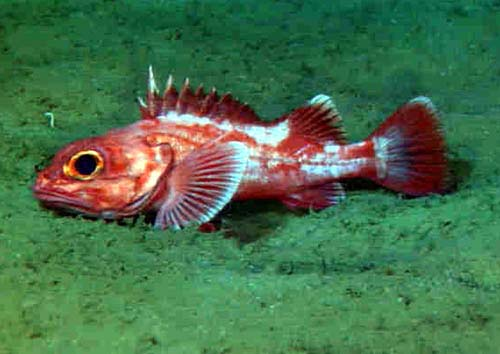
ヒレナガキチジ Sebastolobus altivelis （メバル亜科）。日本で食用とされるキチジに近い仲間

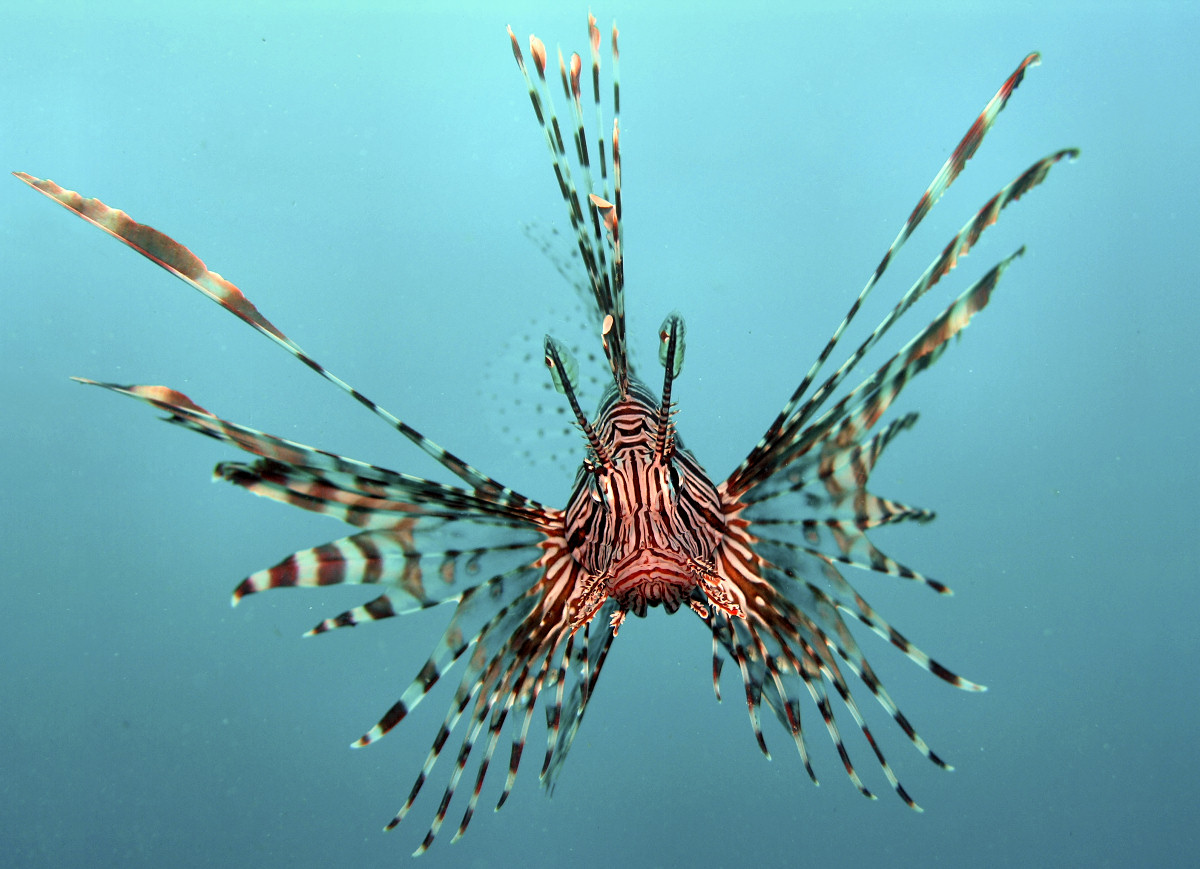
ハナミノカサゴ Pterois volitans （フサカサゴ亜科）。ミノカサゴの仲間はサンゴ礁に生息し、鰭の棘条に強い毒をもつ

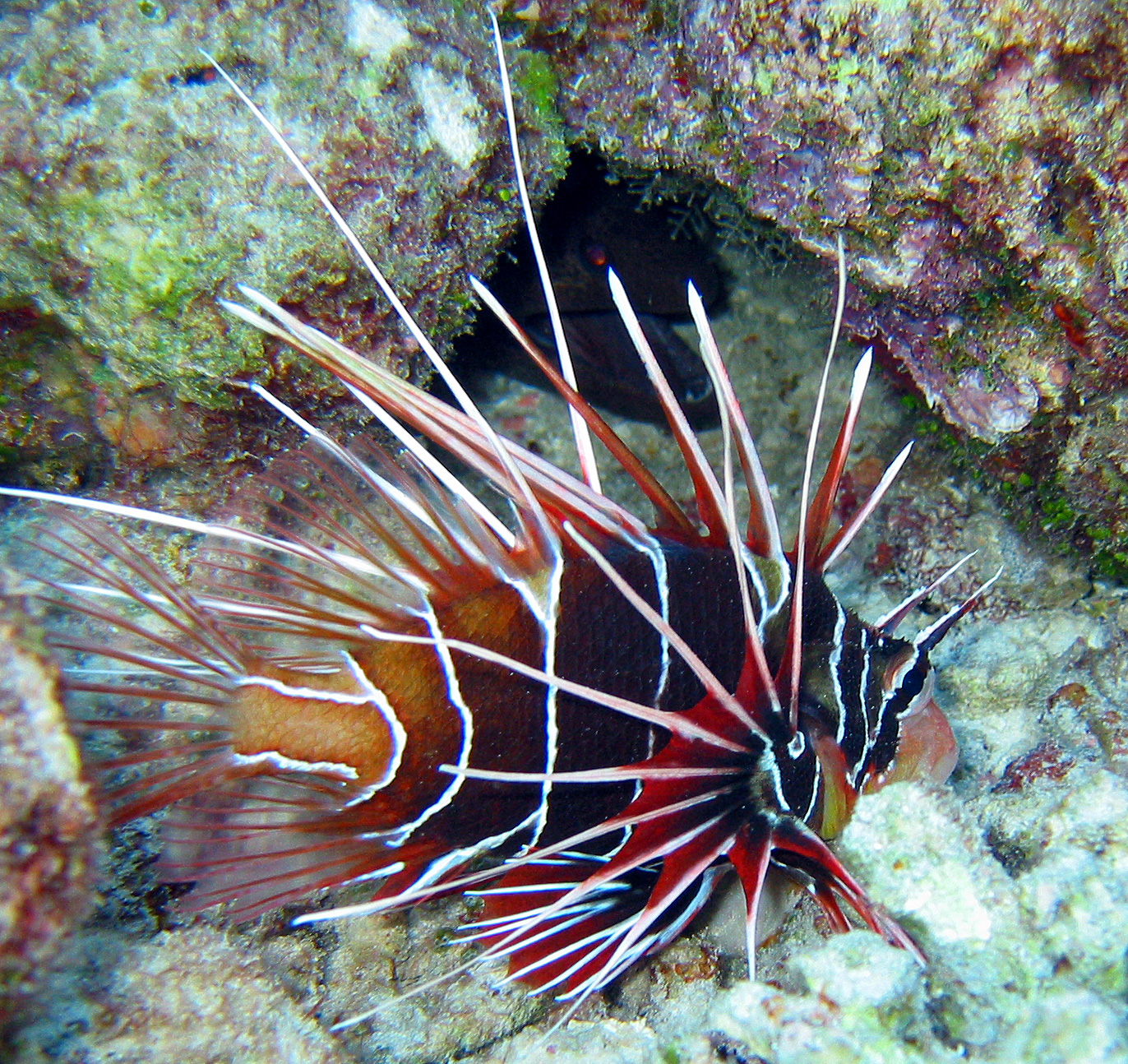
キミオコゼ Pterois radiata （フサカサゴ亜科）

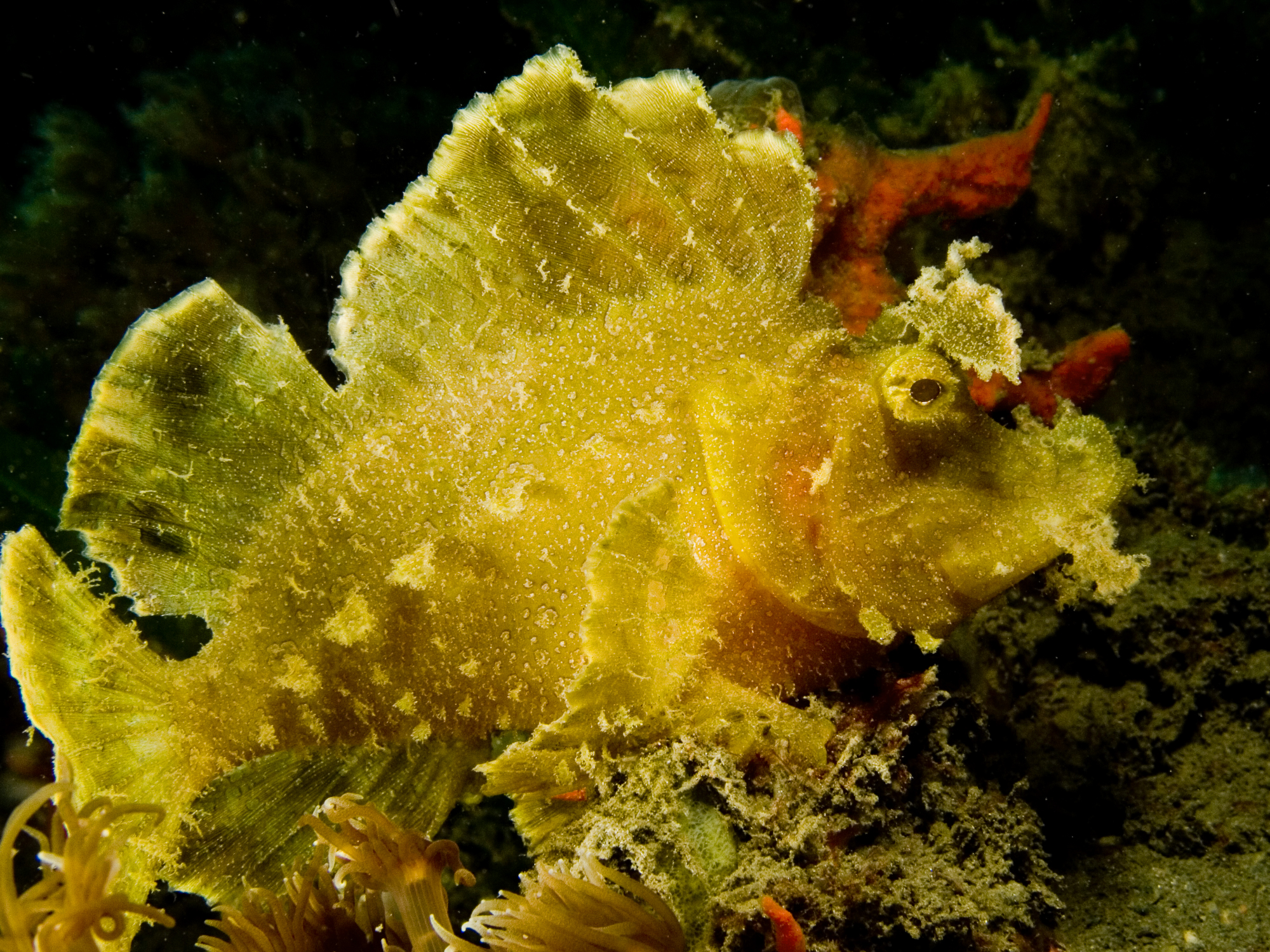
ボロカサゴ Rhinopias frondosa （フサカサゴ亜科）。色彩変異に富む種類。無数の皮弁に覆われた皮膚は定期的に剥がれ落ちる

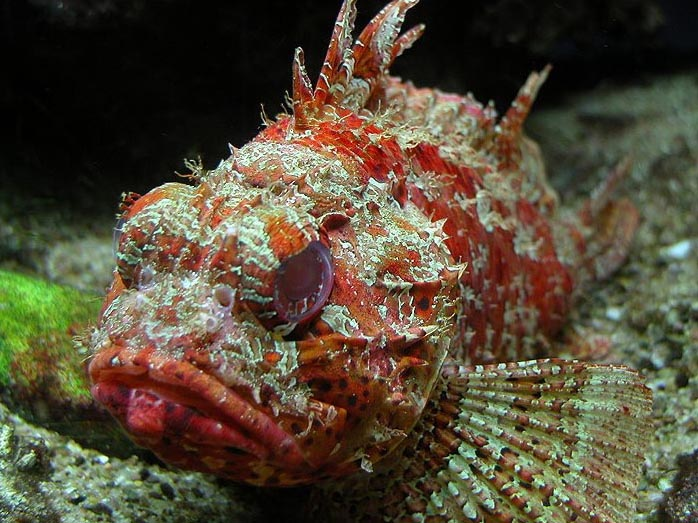
ラージスケールド・スコーピオンフィッシュ Scorpaena scrofa （フサカサゴ亜科）

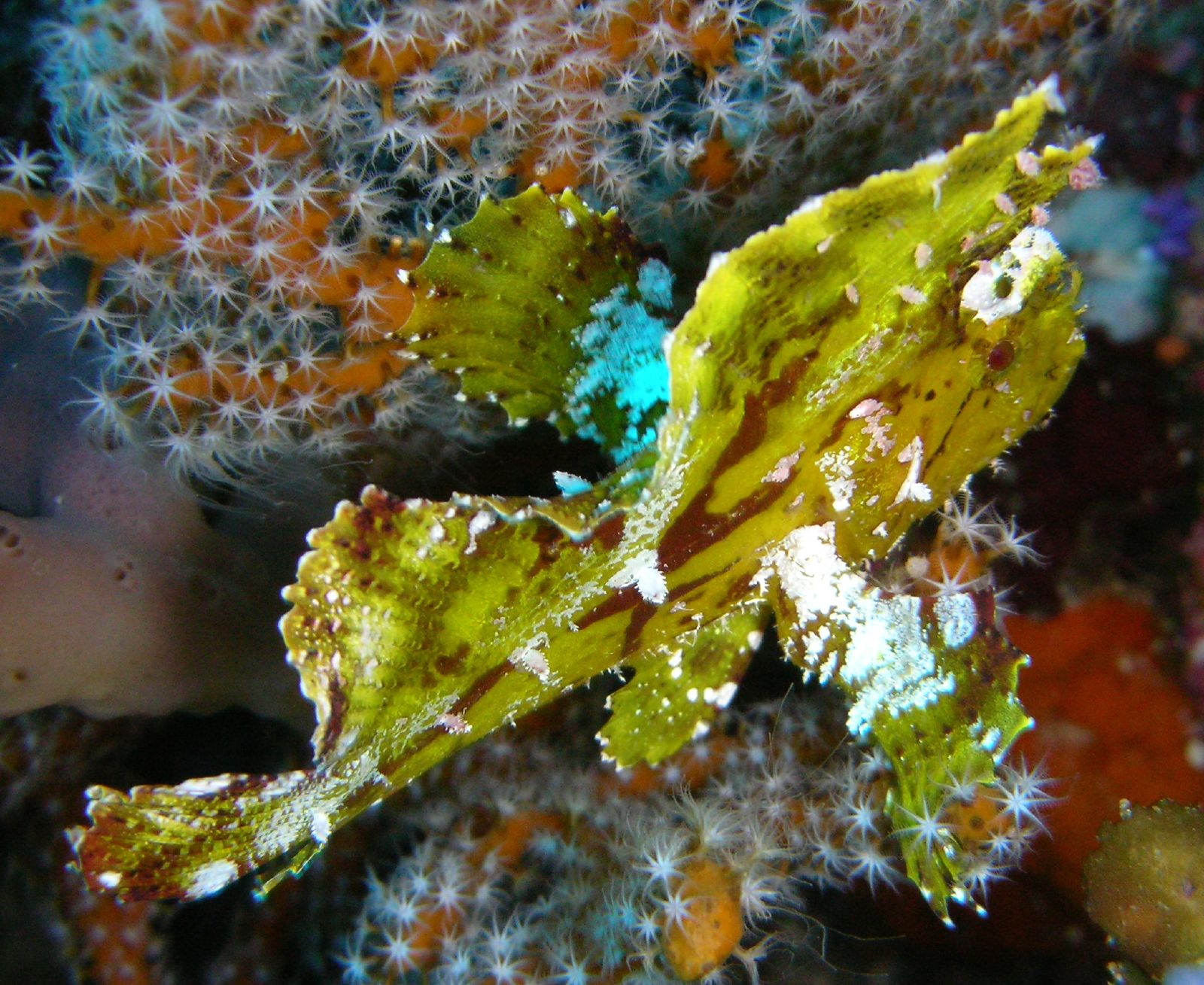
ハダカハオコゼ Taenianotus triacanthus （フサカサゴ亜科）。色彩変異が多く、皮膚は定期的に脱落し新しく入れ替わる

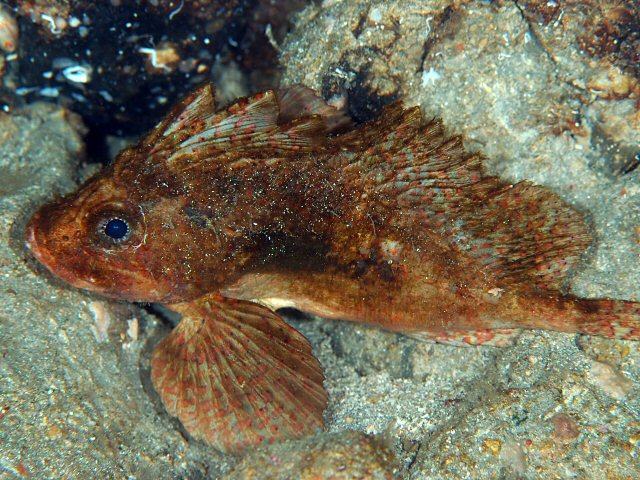
ヤマヒメ Snyderina yamanokami （ハオコゼ亜科）。やや深場に住む種類

カサゴ亜目 Scorpaenoidei は6科90属513種で構成される。鮮やかな色彩をもつ観賞魚、漁業資源となる食用魚、また強力な毒をもつ危険な魚類まで多様な種類が含まれる大きなグループである。Ishida（1994）による11科の体系、あるいはImamuraによる20科の体系など、本亜目をさらに細分化した分類体系がいくつか提示されているが、Nelson（2016）での採用は見送られている。

#### フサカサゴ科
フサカサゴ科 Scorpaenidae は9亜科65属454種で構成される。世界中の温暖な海域を中心に分布するが、インド洋・太平洋に特に多い。メバル・クロソイ・カサゴ・アコウダイ・キチジ・メヌケなど、多数の水産重要種が含まれる。ほとんどの種類で体内受精による繁殖を行い、メバルの仲間は多くが卵胎生である。一部の種類では卵が風船状のゼラチン膜によって包まれ、カリフォルニアカサゴ（カリフォルニアスコーピオンフィッシュ、学名：Scorpaena guttata）は直径20cmに及ぶ卵風船を形成することが報告されている。
体はやや左右に平べったく側扁する。頭部に多数の突起やトゲをもち、複雑な形状の皮弁を備えるものも多い。鰓蓋骨および前鰓蓋骨にはそれぞれ1－2本、3－5本のトゲをもつ。眼下骨棚は前鰓蓋骨と頑丈に固定されることが多い。鱗は櫛鱗で、もたない種類もある。背鰭は通常1つで、多くの場合切れ込みをもつ。背鰭・臀鰭・腹鰭はそれぞれ11-17本、1-3本、1本の鋭い棘条をもち、しばしば毒腺と連続する。胸鰭は大きく発達する。ヒメキチジ属など一部の属では浮き袋を欠く。

##### メバル亜科
- メバル亜科 Sebastinae  2族7属131種。メバル科 Sebastidae として分類されることもある。
  - メバル族 Sebastini  4属120種。カサゴ属・ホウズキ属は西部太平洋に限局する。メバル属は卵胎生で110種を含み、フサカサゴ科の中で最大の属を構成する。
    - カサゴ属 Sebastiscus
    - ホウズキ属 Hozukius
    - メバル属 Sebastes
    - ユメカサゴ属 Helicolenus

  - キチジ族 Sebastolobini  3属11種。
    - キチジ属 Sebastolobus
    - フトユビメヌケ属 Adelosebastes
    - Trachyscorpia 属

##### シロカサゴ亜科
- シロカサゴ亜科 Setarchinae  3属7種。シロカサゴ科 Setarchidae として分類されることもある。
  - クロカサゴ属 Ectreposebastes
  - シロカサゴ属 Setarches
  - ヤセアカカサゴ属 Lioscorpius

##### ヒレナガカサゴ亜科
- ヒレナガカサゴ亜科 Neosebastinae  2属18種。ヒレナガカサゴ科 Neosebastidae として分類されることもある。
  - ヒレナガカサゴ属 Neosebastes
  - Maxillicosta 属

##### フサカサゴ亜科
- フサカサゴ亜科 Scorpaeninae  2族22属211種。フサカサゴ科 Scorpaenidae として分類されることもある。
  - フサカサゴ族 Scorpaenini  17属191種。
    - イソカサゴ属 Scorpaenodes
    - オニカサゴ属 Scorpaenopsis
    - カクレカサゴ属 Idiastion
    - ツノカサゴ属 Pteroidichthys
    - ネッタイフサカサゴ属 Parascorpaena
    - ハタタテカサゴ属 Iracundus
    - ハダカハオコゼ属 Taenianotus
    - ヒオドシ属 Pontinus
    - フサカサゴ属 Scorpaena
    - ボロカサゴ属 Rhinopias
    - マダラフサカサゴ属 Sebastapistes
    - マツバラカサゴ属 Neomerinthe
    - 他3属

  - ミノカサゴ族 Pteroini  5属20種。ミノカサゴ亜科 Pteroinae として分類されることもある。鰭の棘条に強力な毒をもつ種類が多い。
    - エボシカサゴ属 Ebosia
    - セトミノカサゴ属 Parapterois
    - ノコギリカサゴ属 Brachypterois
    - ヒメヤマノカミ属 Dendrochirus
    - ミノカサゴ属 Pterois

##### ハチ亜科
- ハチ亜科 Apistinae  3属3種。ハチ科 Apistidae として分類されることもある。本亜科の仲間は胸鰭に1あるいは3本の遊離軟条をもち、浮き袋は2葉に分かれる。
  - ハチ属 Apistus
  - 他2属（Apistops、Cheroscorpaena）

##### ハオコゼ亜科
- ハオコゼ亜科 Tetraroginae  17属40種。ハオコゼ科 Tetrarogidae として分類されることもある。 ハオコゼなど、ミノカサゴ類と同様に棘条に強力な毒をもつ種類が多い。背鰭の起始部は頭蓋骨のすぐ上にある。
  - アゴヒゲオコゼ属 Tetraroge
  - ウマノホシハオコゼ属 Richardsonichthys
  - ツマジロオコゼ属 Ablabys
  - ナガハチオコゼ属 Neocentropogon
  - ハオコゼ属 Paracentropogon
  - ハチオコゼ属 Ocosia
  - ヤマヒメ属 Snyderina
  - 他10属

##### オニオコゼ亜科
- オニオコゼ亜科 Synanceiinae  3族9属36種。オニオコゼ科 Synanceiidae として分類されることもある[11]。体部の鱗を欠く（側線鱗は皮膚に埋もれる）。頭部が大きく、浮き袋をもたない。背鰭の棘条は毒腺と連続し、致死性の高い強力な神経毒が分泌される。砂地に体を埋もれさせたり、岩に擬態したりする習性があり、分布域では特に注意が必要な魚類である。
  - ヒメオコゼ族 Minoini  1属12種。インド洋から西部太平洋にかけての砂泥底に生息し、比較的深い海域（420m程度）まで分布する。胸鰭の最後の軟条が遊離し、これを利用して海底を歩くように移動する。各鰭の軟条は分枝しない。体は滑らか。
    - ヒメオコゼ属 Minous

  - オニオコゼ族 Choridactylini  オニオコゼなど2属14種。分布範囲はインド太平洋の沿岸から水深90mまで。鱗は皮膚に埋もれ、いぼ状の突起となって全身を覆う。胸鰭に2-3本の遊離軟条をもち、ほとんどの軟条は分枝する。
    - オニオコゼ属 Inimicus
    - Choridactylus 属

  - オニダルマオコゼ族 Synanceini  オニダルマオコゼなど6属10種。全身がこぶで覆われ、岩に擬態する。胸鰭に遊離軟条はない。ほとんどの種類は上向きの口と眼をもつ。
    - オニダルマオコゼ属 Synanceia
    - ダルマオコゼ属 Erosa
    - 他4属

##### ヒメキチジ亜科
- ヒメキチジ亜科 Plectrogeninae  1属2種。ヒメキチジ科 Plectrogenidae として分類されることもある。浮き袋をもたず、コチ亜目との類縁関係が指摘されている。
  - ヒメキチジ属 Plectrogenium

#### ダンゴオコゼ科
ダンゴオコゼ科 Caracanthidae は1属4種からなり、インド洋から太平洋にかけて分布する。主にサンゴ礁で生活する体長7cm未満の小型魚類である。体型は楕円形で、著しく側扁する。全身は細かい突起に覆われ、口は小さい。背鰭はうなじから起始し、大きな切れ込みをもつ。側線上に管状の鱗が並ぶ。Nelson（2016）ではフサカサゴ科の亜科に分類されている。
- ダンゴオコゼ属 Caracanthus

#### イボオコゼ科

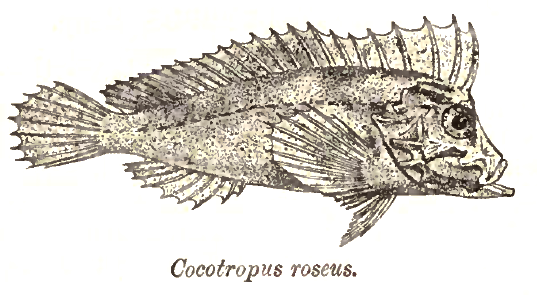
イボオコゼ科の1種（Cocotropus roseus）。背鰭の先端が眼のすぐ上に位置することが本科魚類の特徴である

イボオコゼ科 Aploactinidae は17属48種を含む。インド太平洋の沿岸域に分布し、特にインドネシアからオーストラリアにかけての海域に多い。
ほとんどの種類は頭部にこぶ状の突起をもち、体は無数のトゲ状あるいは絨毛状の鱗に覆われる。鰭の軟条は分枝しない。背鰭の起始部は眼の直上にあり、最初の3本の棘条と後部との間に切れ込みをもつこともある。臀鰭の棘条を欠くことが多く、ある場合でも不明瞭。口蓋骨の歯を欠く。南シナ海に分布する Prosoproctus pataecus は肛門が腹鰭基底部のすぐ後ろに開口し、カサゴ目の中では際立った特徴となっている。
- アブオコゼ属 Erisphex
- イボオコゼ属 Aploactis
- カゴシマオコゼ属 Paraploactis
- ハナチゴオコゼ属 Kanekonia
- マスダオコゼ属 Cocotropus
- 他12属

#### Eschmeyeridae
Eschmeyeridae は1属1種からなり、フィジー近海に固有である。
- Eschmeyer 属

#### パタエクス科
パタエクス科 Pataecidae は3属3種からなり、オーストラリア周辺海域に分布する。本科の仲間はいずれも眼下骨棚をもたず、カサゴ目の中では例外的な存在である。このため、本科をパタエクス亜目 Pataecoidei としてスズキ目に含める見解もある。
鱗がなく、鰭は分枝しない。腹鰭を欠く。背鰭の基底は非常に長く、尾鰭と連続する種類もある。
- パタエクス属 Pataecus
- 他2属（Aetapcus、Neopataecus）

#### グナタナカントゥス科
グナタナカントゥス科 Gnathanacanthidae は1属1種で、オーストラリア南部の海に住むレッド・ベルベットフィッシュ（G. goetzeei）のみが所属する。
背鰭は2つに分かれ、第1背鰭は7本の棘条で構成される。鱗をもたず、皮膚は柔らかい。鰓蓋に2本の大きなトゲをもつ。
- グナタナカントゥス属 Gnathanacanthus

#### フエフキオコゼ科

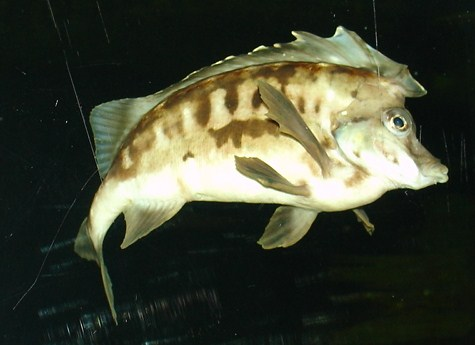
フエフキオコゼ科の1種（Congiopodus leucopaecilus）

フエフキオコゼ科 Congiopodidae には4属9種が含まれる。南半球の海に幅広く分布し、水深500mまでの深海に住むものもいる。最大で80cm程度にまで成長する。
吻がやや突き出ており、鼻孔は一対のみ。鱗はなく、体表は顆粒状の突起に覆われる。鰓の開口部は小さく、胸鰭基底の上に位置する。側線はよく発達する。
- Congiopodus 属
- 他3属

### コチ亜目
コチ亜目 Platycephaloidei は5科39属273種で構成される。大きくホウボウ類とコチ類に分けられ、前者は全世界の温暖な海に、後者はインド洋・太平洋を中心に分布する。いずれも底生性の魚類であり、砂泥中に潜り込んで生活する種類も知られる。
ホウボウ科およびキホウボウ科はかつてカサゴ亜目に所属していたが、現在では本亜目に含められている。形態のよく似たネズミゴチ（Repomucenus curvicorni）はスズキ目ネズッポ亜目に属し、カサゴ目の魚類ではない。体は細長く、頭部は平たく縦扁する。背鰭は通常2つあり、腹鰭は幅広い。

#### ホウボウ科

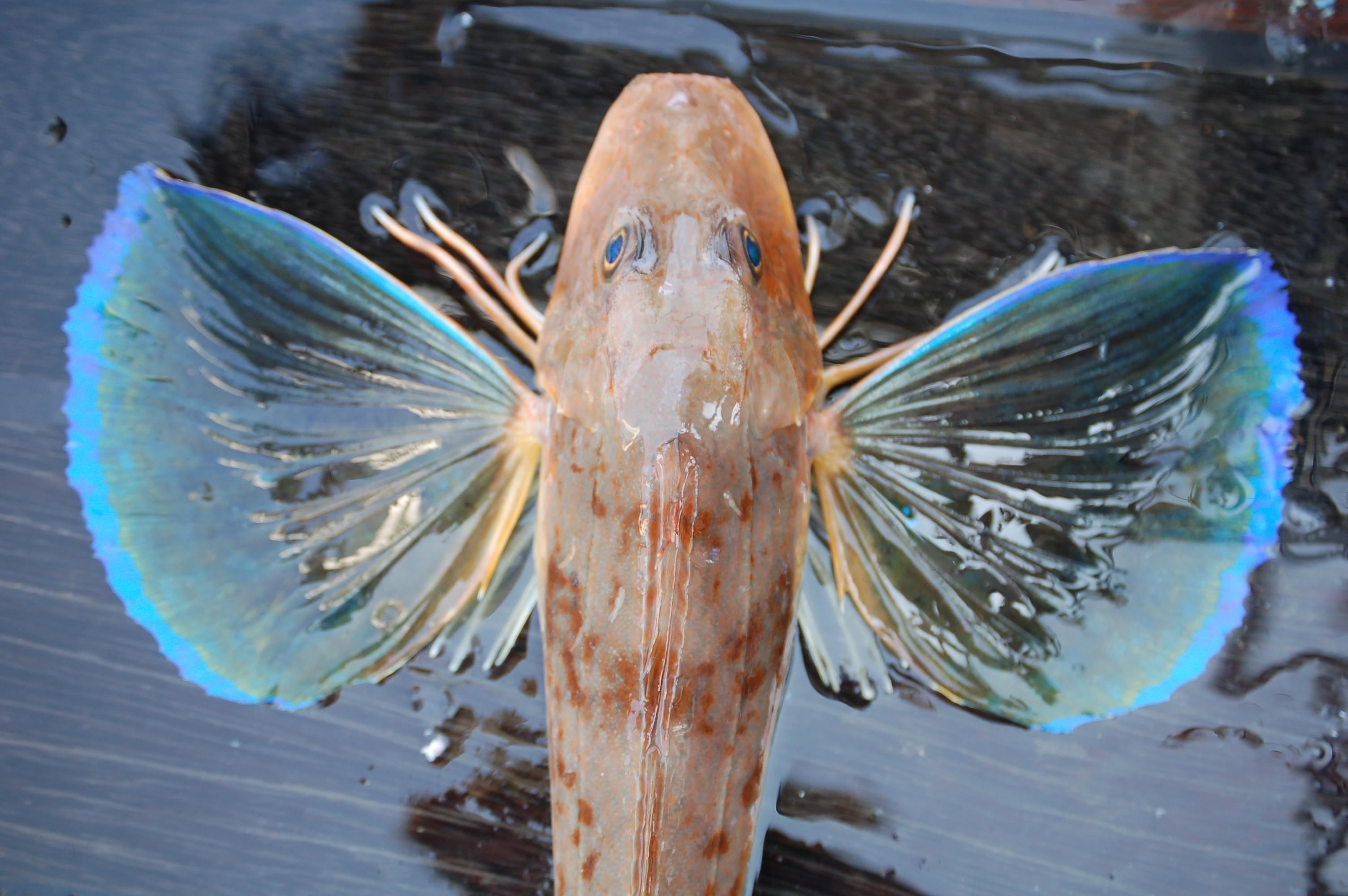
ホウボウ科の1種（Chelidonichthys lucernus）。本科魚類は胸鰭の3本の鰭条が遊離し、指のような働きをする

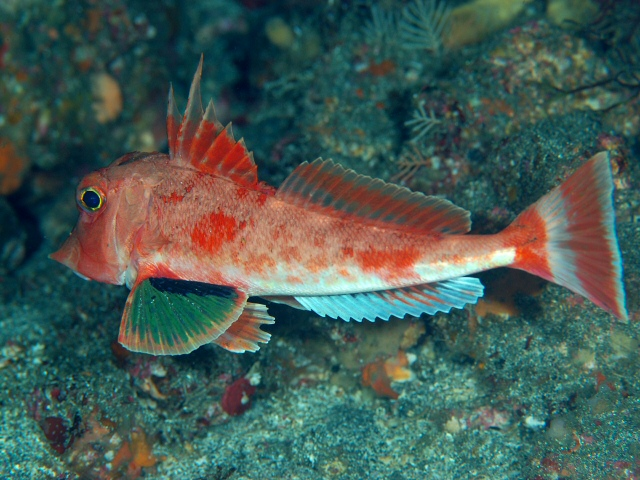
カナド Lepidotrigla guentheri （ホウボウ科）。背鰭の第2棘条が特に長い。塩焼きや練製品として利用される食用種

ホウボウ科 Triglidae にはホウボウ・カナガシラ・ソコホウボウなど3亜科9属125種が所属し、世界中の熱帯・温帯海域に分布する。底生生活に適応した魚類で、底引き網などで漁獲される多くの食用種が含まれる。
口は端位。頭部にヒゲはないが、吻の先端に数本のトゲがある。胸鰭の軟条は後部の3本が遊離し、指のように動いて海底の移動と餌の探索に利用される。背鰭は2つに分かれ、前半は棘条、後半は軟条のみで構成される。
- Prionotinae  2属を含み、大西洋を中心に分布する。側線は尾鰭の上で分岐しない。
  - イトヒキホウボウ属 Bellator
  - ニシホウボウ属 Prionotus
- Pterygotriglinae  2属から構成される、深海の海底に生息するグループ。
  - ソコホウボウ属 Pterygotrigla
  - ミナミソコホウボウ属 Bovitrigla
- Triglinae  7属。
  - カナガシラ属 Lepidotrigla
  - ホウボウ属 Chelidonichthys
  - 他2属

#### キホウボウ科
キホウボウ科 Peristediidae は6属44種を含み、熱帯域の深海底に分布する。口は下向きで、下顎にヒゲをもつ。全身は4列に並んだトゲ状の骨板に覆われる。胸鰭下位の遊離軟条は2本。
- イソキホウボウ属 Satyrichthys
- イトキホウボウ属 Heminodus
- オニキホウボウ属 Gargariscus
- キホウボウ属 Peristedion
- コウトウキホウボウ属 Paraheminodus
- ヒゲキホウボウ属 Scalicus

#### アカゴチ科
アカゴチ科 Bembridae は5属11種からなり、インド洋・太平洋の深海（150-650m）に分布する。赤い体色をもつ小型の底生魚である。ウバゴチ属は独立のウバゴチ科 Parabembridaeとして分類されることもある。
頭部は強く縦扁し、平べったくなっている。背鰭は棘条部と軟条部に分かれる。
- アカゴチ属 Bembras
- ウバゴチ属 Parabembras
- バラハイゴチ属 Bembradium
- 他2属

#### コチ科

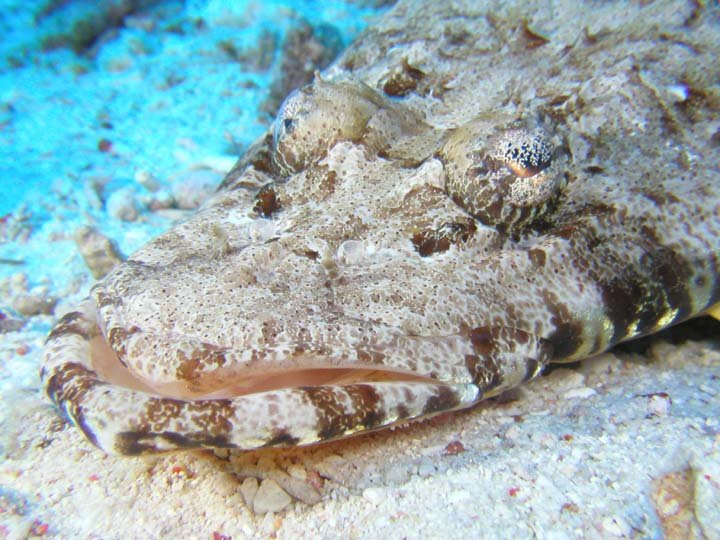
コチ科の1種（Papilloculiceps longiceps）。本科魚類は強く縦扁した平べったい頭部が特徴

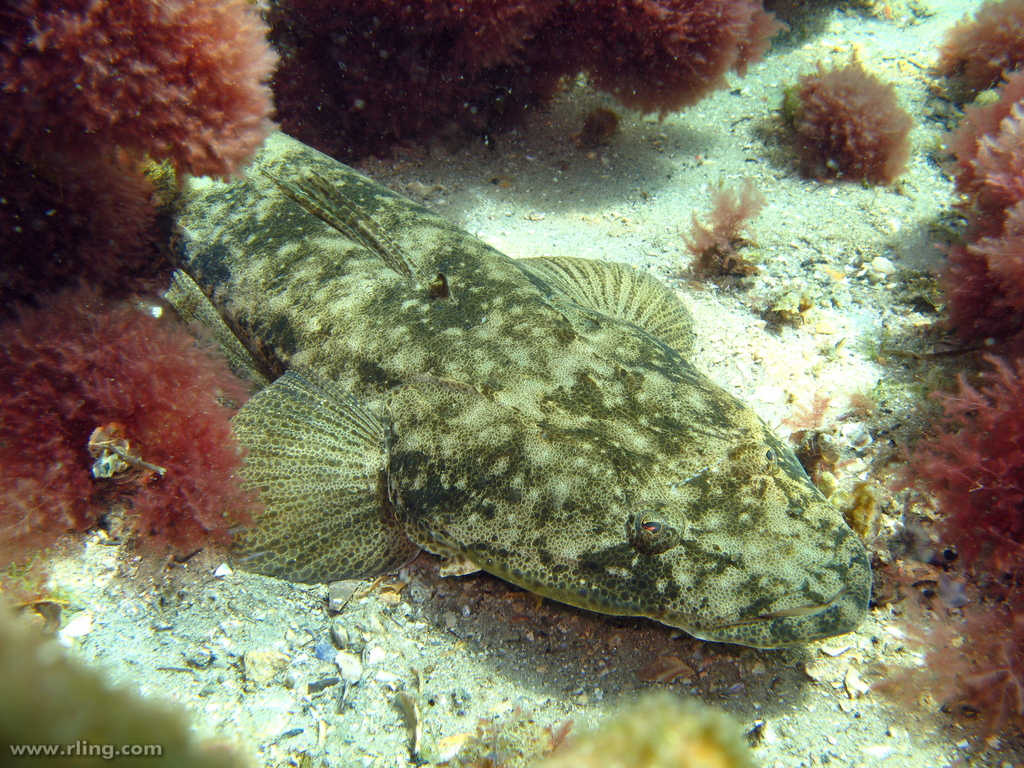
ダスキーフラットヘッド Platycephalus fuscus （コチ科）

コチ科 Platycephalidae にはマゴチ・メゴチなど18属80種が所属し、インド洋・太平洋を中心に分布する。沿岸から深海（水深300mまで）にかけての海底に生息し、砂底に潜る習性をもつ種類が多い。コチ属の1種（Platycephalus sp.）など、体長1mを超える大型種を含む。
頭部は強く縦扁する。背鰭は棘条部と軟条部に分かれ、第1棘条は非常に短く第2棘とはわずかに連続する。腹鰭は胸鰭の基底よりも後方に位置する。
- イネゴチ属 Cociella
- エンマゴチ属 Cymbacephalus
- オニゴチ属 Onigocia
- クモゴチ属 Kumococius
- クロシマゴチ属 Thysanophrys
- コチ属 Platycephalus
- スナゴチ属 Sunagocia
- トカゲゴチ属 Inegoia
- ハナメゴチ属 Ratabulus
- ホホトゲゴチ属 Sorsogona
- マツバゴチ属 Rogadius
- メゴチ属 Suggrundus
- 他6属

#### ハリゴチ科
ハリゴチ科 Hoplichthyidae は1属13種からなり、インド洋・太平洋の沿岸から水深1,500mまでの深海に分布する。ハゼ亜目との密接な類縁関係が指摘されている一群である。
体は細長く、頭部は強く縦扁する。鱗をもたず、体側にはトゲ状の突起が列をなして並ぶ。胸鰭下位の3-4軟条は遊離する。
- ハリゴチ属 Hoplichthys

### ノルマニクテュス亜目
ノルマニクテュス亜目 Normanichthyoidei は1科1属1種の単型である。

#### ノルマニクテュス科
ノルマニクテュス科 Normanichthyidae は1属1種で、ペルー・チリの沖合に分布する N. crockeri のみが含まれる。本科はかつて所属したカジカ亜目から分離された一群であるが、他のグループとの類縁関係については現在でもあまりわかっていない。体は櫛鱗で覆われ、肋骨を欠く。
- ノルマニクテュス属 Normanichthys crockeri

### ゲンゲ亜目
ゲンゲ亜目 Zoarcoidei は10科109属405種を含む。スズキ目に含める見解もあるが、Nelson（2016）ではカサゴ目に分類されている。
- メダマウオ科 Bathymasteridae
- Eulophiidae
- ゲンゲ科 Zoarcidae
- タウエガジ科 Stichaeidae
- ハダカオオカミウオ科 Cryptacanthodidae
- ニシキギンポ科 Pholidae
- オオカミウオ科 Anarhichadidae
- ハネガジ科 Ptilichthyidae
- ボウズギンポ科 Zaproridae
- スキュタリナ科 Scytalinidae

### トゲウオ亜目
トゲウオ亜目は4科9属24種を含む。トゲウオ目の亜目とする見解もあるが、Nelson（2016）ではカサゴ目の亜目とされている。
- シワイカナゴ科 Hypoptychidae
- クダヤガラ科 Aulorhynchidae
- トゲウオ科 Gasterosteidae
- インドストムス科 Indostomidae

### カジカ亜目
カジカ亜目 Cottoidei はAnoplopomatoidea・Zaniolepidoidea・Hexagrammoidea・Trichodontoidea・カジカ上科・ダンゴウオ上科の6上科の下、15科112属837種で構成される。淡水から海溝の深部まで、多様な生息範囲をもつグループである。本亜目の単系統性および内部の類縁関係は多くの研究者によって否定されており、カジカ類全体をスズキ目ゲンゲ亜目と並置する見解もあるなど、その位置付けはなお流動的である。
コメーポルス科・アビュッソコットゥス科の2科はバイカル湖（ロシア）に固有で、独自の種分化を遂げたグループである。両科すべてをカジカ科カジカ属に含める見解もある。

#### Anoplopomatoidea

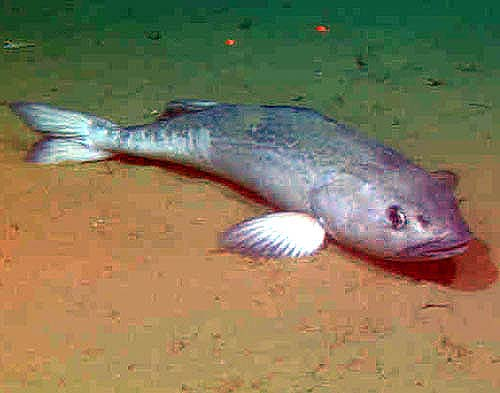
ギンダラ Anoplopoma fimbia （ギンダラ科）。オホーツク海・ベーリング海などに分布する水産重要種

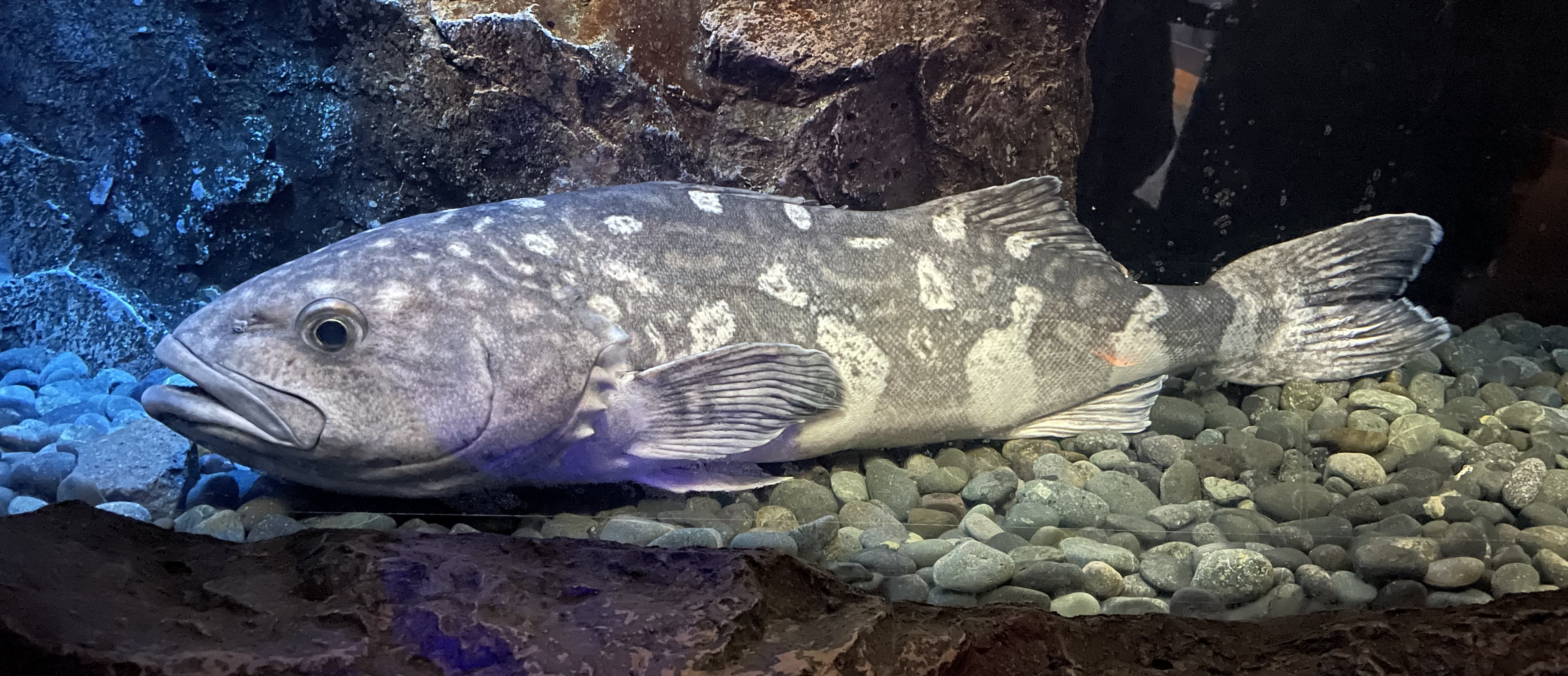
アブラボウズ Erilepis zonifer （ギンダラ科）。カサゴ目の中では最大級の魚類で、体長1.8mに達する

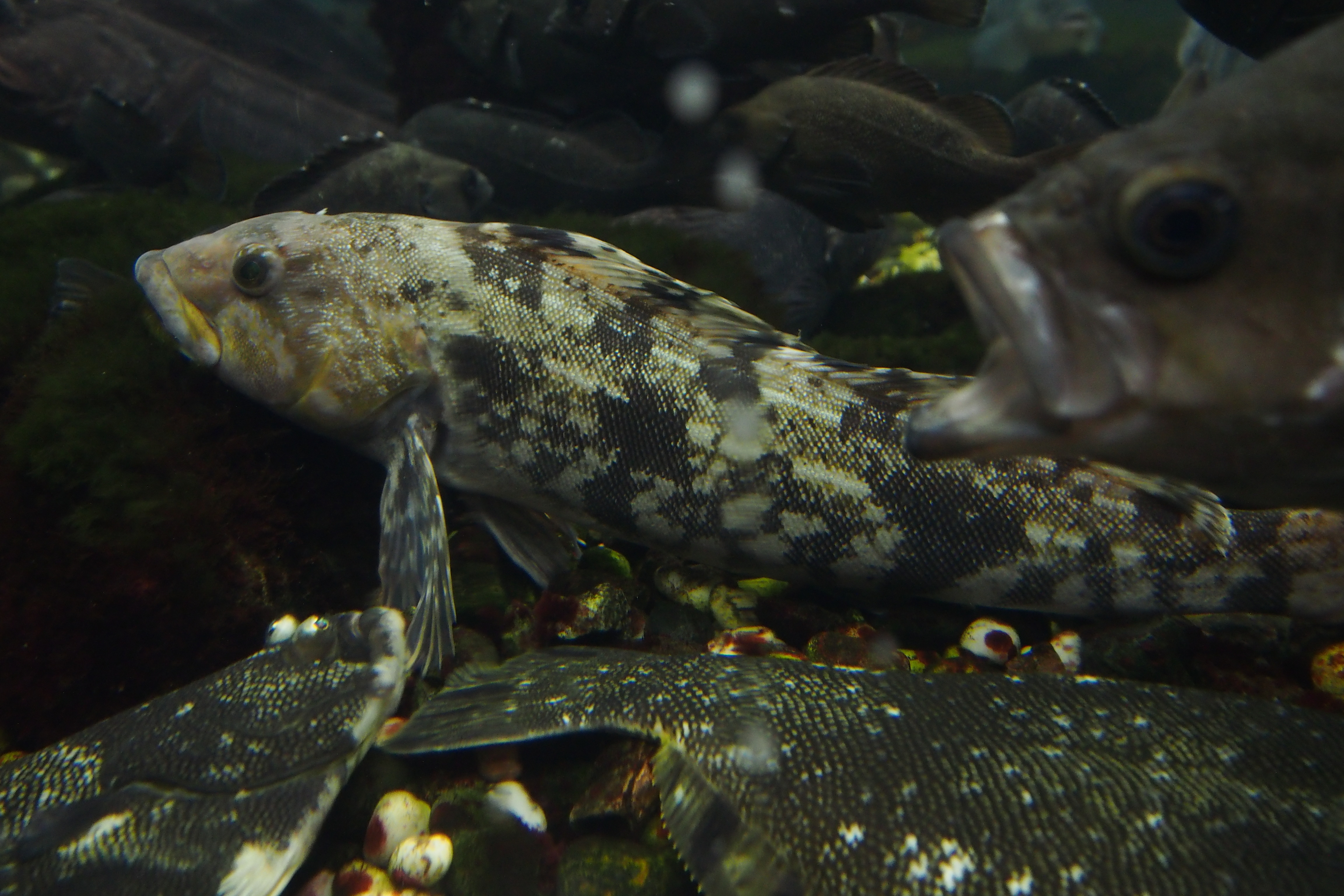
アイナメ Hexagrammos otakii （アイナメ科）。日本各地の沿岸で普通にみられ、刺身から鍋料理までさまざまに利用される

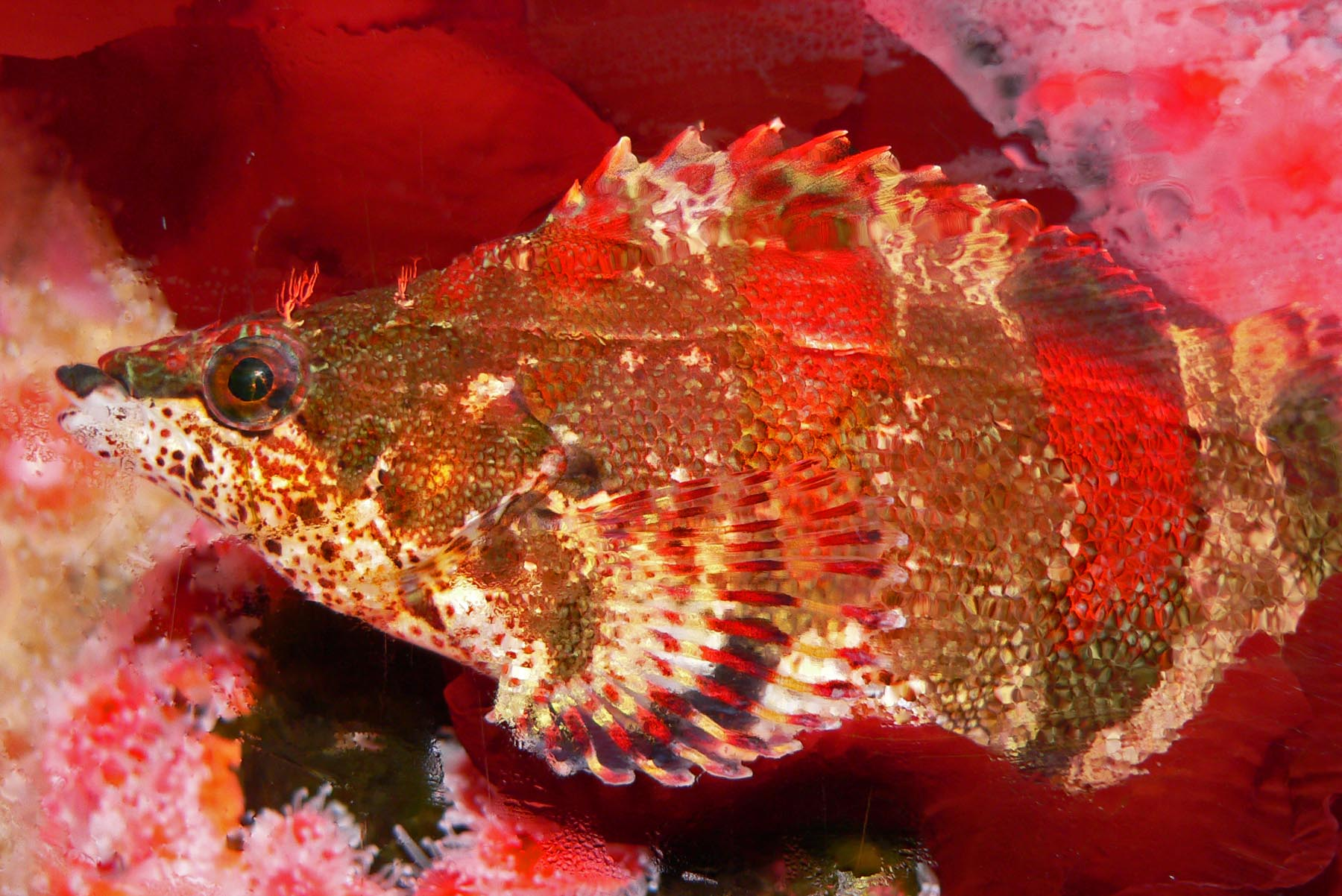
ペインテッドグリーンリング Oxylebius pictus （アイナメ科）

Anoplopomatoidea 上科は1科2属2種で構成される。ギンダラ亜目 Anoplopomatoidei とする場合もある。

##### ギンダラ科
ギンダラ科 Anoplopomatidae は2属2種からなり、ギンダラ（Anoplopoma fimbria）およびアブラボウズ（Erilepis zonifer）のみが所属する。いずれも体長1mを超える大型の魚類で、日本近海からベーリング海、カリフォルニア沿岸にかけて分布する。2種ともに体の脂肪分が非常に多いが食用として利用され、特にギンダラは北洋の重要な漁業資源となっている。
頭部にトゲや突起、あるいは皮弁といった構造をもたない。背鰭は2つで、臀鰭には3本の弱い棘条をもつ。鼻孔は2対でよく発達し、側線は1本。
- アブラボウズ属 Erilepis
- ギンダラ属 Anoplopoma

#### Zaniolepidoidea
Zaniolepidoidea は1科2属3種で構成される。かつてはアイナメ科に含まれていた。

##### Zaniolepididae
Zaniolepididae は2亜科2属3種を含み、全種が北東太平洋に分布する。背鰭の第一条と第二条が分離している。
- Oxylebiinae 亜科  1属1種。背鰭の切れ込みは浅い。臀鰭には3本の発達した棘条をもち、2本目が最も長い。頭部は鱗に覆われ、側線は1本。
  - Oxylebius 属
- Zaniolepidinae 亜科  1属2種。背鰭の切れ込みは後方にあり、深い。背鰭の棘条は先頭の3本が発達し、特に2本目は著しく長い。側線は1本。
  - Zaniolepis 属

### Hexagrammoidea
Hexagrammoidea は1科3属9種で構成される。アイナメ亜目 Hexagrammoidei とする場合もある。

#### アイナメ科
アイナメ科 Hexagrammidae は3亜科3属9種を含み、すべて北部太平洋に分布する。多くの種類は沿岸で暮らし、卵を保護する習性がある。
頭部にトゲや突起はないが、眼の上に皮弁がある。鼻孔は1対のみ発達し、もう1対は欠くかごく小さい。背鰭は1つで、切れ込みをもつことがある。側線は1本あるいは5本。浮き袋をもたない。
- アイナメ亜科 Hexagramminae  アイナメ・クジメなど1属6種。頭部は鱗で覆われる。背鰭の切れ込みはほぼ中央部にあり、棘条部と軟条部の境界となっている。臀鰭に棘条はなく、尾鰭は丸みを帯びる。側線は1あるいは5本。
  - アイナメ属 Hexagrammos
- ホッケ亜科 Pleurogramminae  ホッケとキタノホッケのみ1属2種で構成され、いずれも重要な漁業対象種である。遊泳性が比較的強く、若魚は広範囲な回遊を行う。頭部の鱗は部分的で、背鰭の切れ込みはない。臀鰭に棘条をもたず、尾鰭は二又に分かれる。頭蓋骨に発達した突起をもつ。側線は5本。
  - ホッケ属 Pleurogrammus
- Ophiodontinae 亜科  1属1種で、アラスカからメキシコ北部にかけて分布する食用種、キバアイナメ（O. elongatus）のみが所属する。体長1.5mに達する大型種で、他の魚類や甲殻類・イカなどを貪欲に捕食する。背鰭には深い切れ込みがあり、棘条部と軟条部を分かつ。臀鰭には3本の未分枝の鰭条がある。口が大きく、牙のような歯をもつ。頭部に鱗はなく、側線は1本。
  - Ophiodon 属

#### Trichodontoidea
Trichodontoidea は1科2属2種を含む。北太平洋に分布する。

##### ハタハタ科
ハタハタ科 Trichodontidae はハタハタとエゾハタハタの2属2種を含む。かつてはワニギス亜目に分類されていた。
- ハタハタ属 Arctoscopus
- エゾハタハタ属 Trichodon

#### カジカ上科
カジカ上科 Cottoidea は7科94属387種を含む。基蝶形骨を欠き、肩甲骨は烏口骨と接続しない。

##### Jordaniidae
Jordaniidae は2属2種を含む。東太平洋に分布する。かつてはカジカ科に含まれていた。
- Jordania 属
- Paricelinus 属

##### クチバシカジカ科
クチバシカジカ科 Rhamphocottidae は1属2種が所属する。日本からカリフォルニアにかけての北部太平洋沿岸域に分布する。頭が大きく、体長（8cm程度）の半分に達する。口蓋骨の歯を欠く。
- クチバシカジカ属 Rhamphocottus

##### トリカジカ科
トリカジカ科 Ereuniidae は2属3種からなり、北西部太平洋の深海に分布する。体はトゲ状の櫛鱗に覆われる。胸鰭の下位に4本の遊離軟条をもつ。基舌骨を欠き、下尾骨は完全に癒合する。トリカジカ属は腹鰭をもたない。Nelson（2016）ではクチバシカジカ科に含まれる。
- トリカジカ属 Ereunias
- マルカワカジカ属 Marukawichthys

##### Scorpaenichthyidae

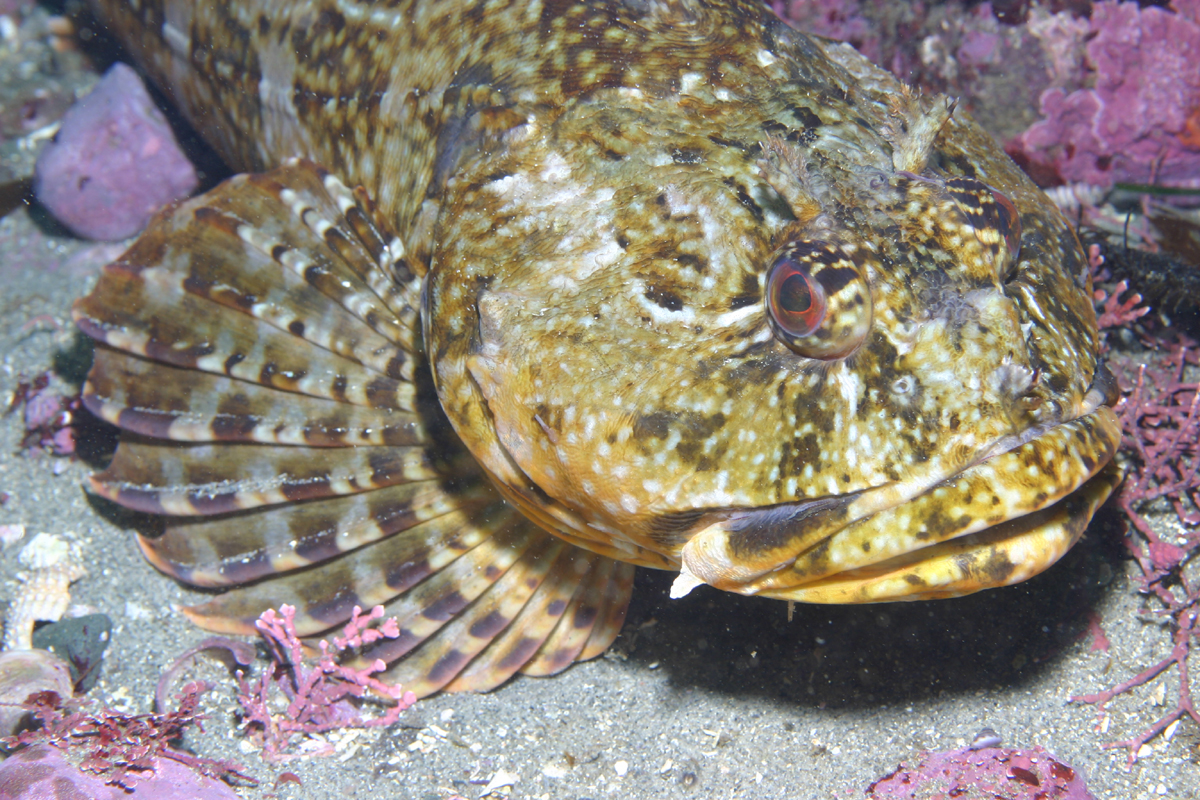
カベゾン Scorpaenichthys marmoratus （Scorpaenichthyidae 科）。北アメリカで食用として利用される種類

Scorpaenichthyidae は1属1種を含む。北アメリカ大陸の太平洋岸に分布する。
- Scorpaenichthys 属

##### トクビレ科
トクビレ科 Agonidae (Poacher) は8亜科25属59種で構成される。北太平洋を中心に分布し、一部の種類は北極海にも進出する。浮き袋をもたない底生性魚類の一群で、最大長は30cmほど。沿岸から1,000m以深の深海にまで幅広く分布する。
体は細長く、硬い骨板に覆われる。各鰭の鰭条は分枝しない。背鰭は2つあることが多く、前半部は棘条のみで構成される。腹鰭は1棘2軟条で、臀鰭は軟条のみ。

###### Hemilepidotinae
- Hemilepidotinae 1属6種。
  - ヨコスジカジカ属 Hemilepidotus

###### サイトクビレ亜科
- サイトクビレ亜科 Bothragoninae  1属2種。
  - サイトクビレ属 Bothragonus

###### イヌゴチ亜科
- イヌゴチ亜科 Hypsagoninae  3属7種。
  - イヌゴチ属 Percis
  - クマガイウオ属 Agonomalus
  - ツノシャチウオ属 Hypsagonus

###### ナメトクビレ亜科
- ナメトクビレ亜科 Anoplagoninae  2属3種。
  - タテトクビレ属 Aspidophoroides
  - ナメトクビレ属 Anoplagonus

###### シチロウウオ亜科
- シチロウウオ亜科 Brachyopsinae  6属9種。
  - オニシャチウオ属 Tilesina
  - サブロウ属 Occella
  - シチロウウオ属 Brachyopsis
  - ヤギウオ属 Pallasina
  - 他2属

###### トクビレ亜科
- トクビレ亜科 Agoninae  6属15種。
  - テングトクビレ属 Sarritor
  - トクビレ属 Podothecus
  - ヤセトクビレ属 Freemanichthys
  - Agonus - Pogge
  - 他2属

###### ソコトクビレ亜科
- ソコトクビレ亜科 Bathyagoninae  3属9種。
  - ソコトクビレ属 Bathyagonus
  - 他2属

##### ケムシカジカ科

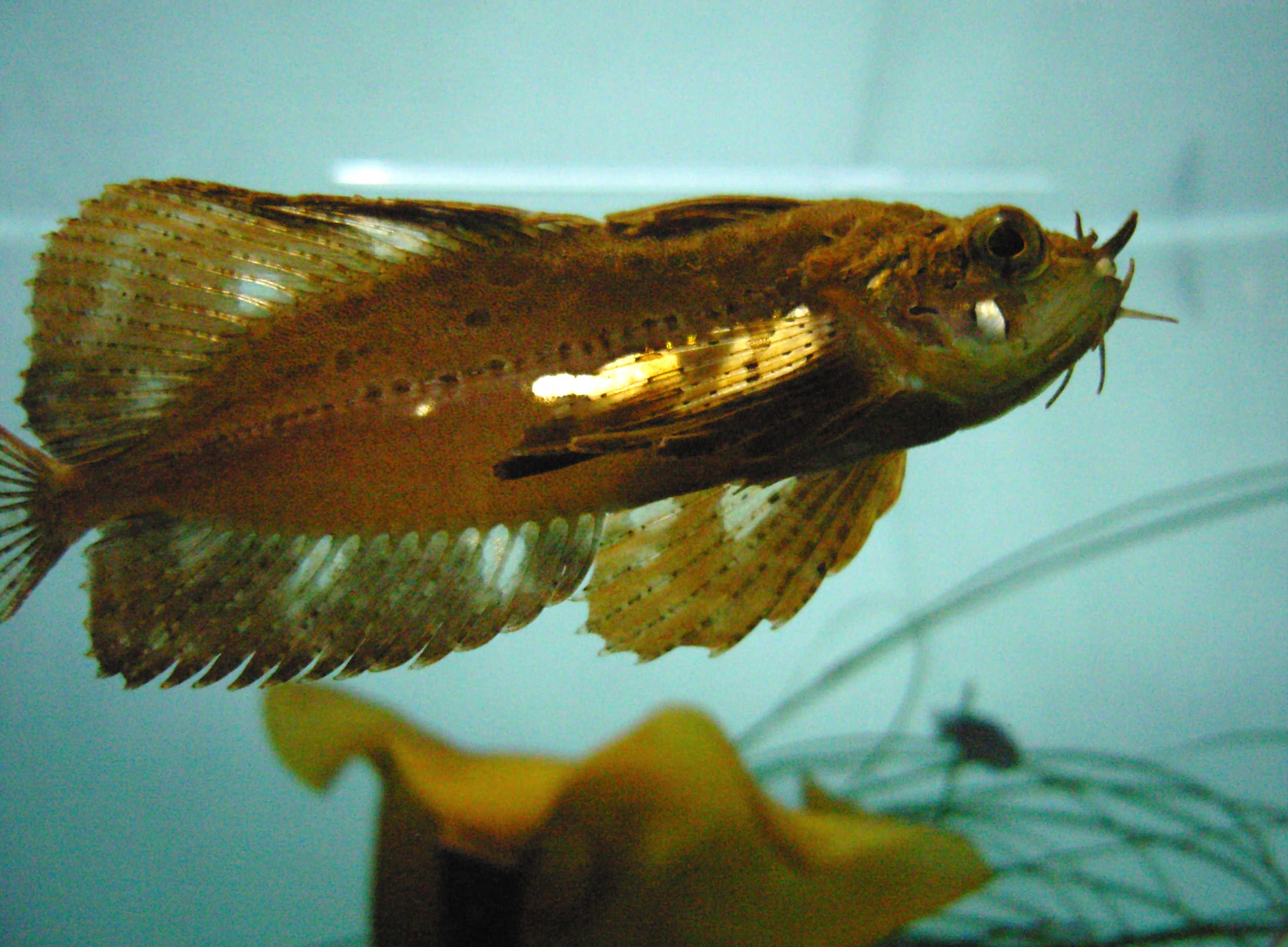
イソバテング Blepsias cirrhosus （ケムシカジカ科）。海綿に卵を産み付ける習性があり、孵化までに約200日かかる

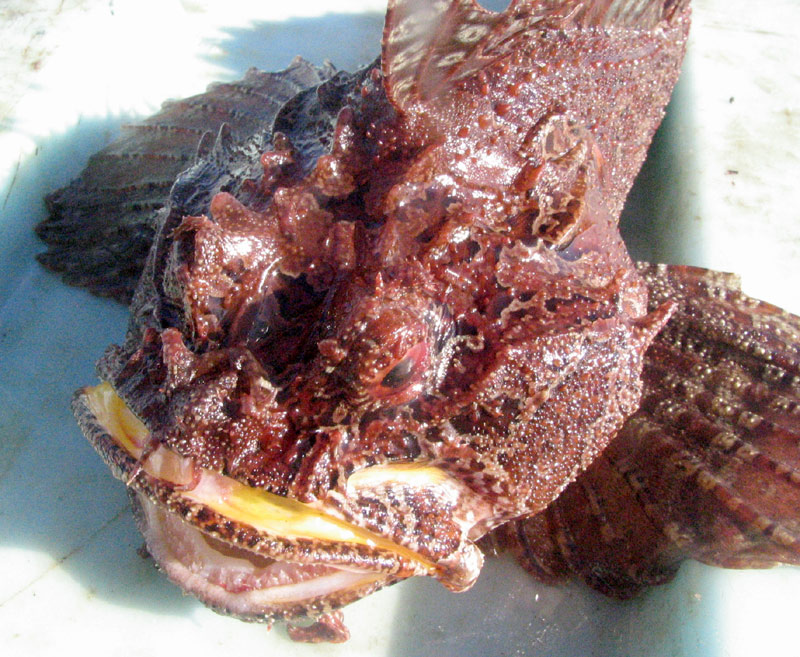
ケムシカジカ科の1種（Hemitripteridae sp.）。全身にこぶ状突起や皮弁が発達する

ケムシカジカ科 Hemitripteridae (Sea raven) は3属8種を含み、北部太平洋と大西洋北西部に分布する。体は微細なトゲによって覆われる。基舌骨および浮き袋を欠く。Nelson（2016）ではトクビレ科の亜科とされている。
- イソバテング属 Blepsias
- オコゼカジカ属 Nautichthys
- ケムシカジカ属 Hemitripterus

##### カジカ科

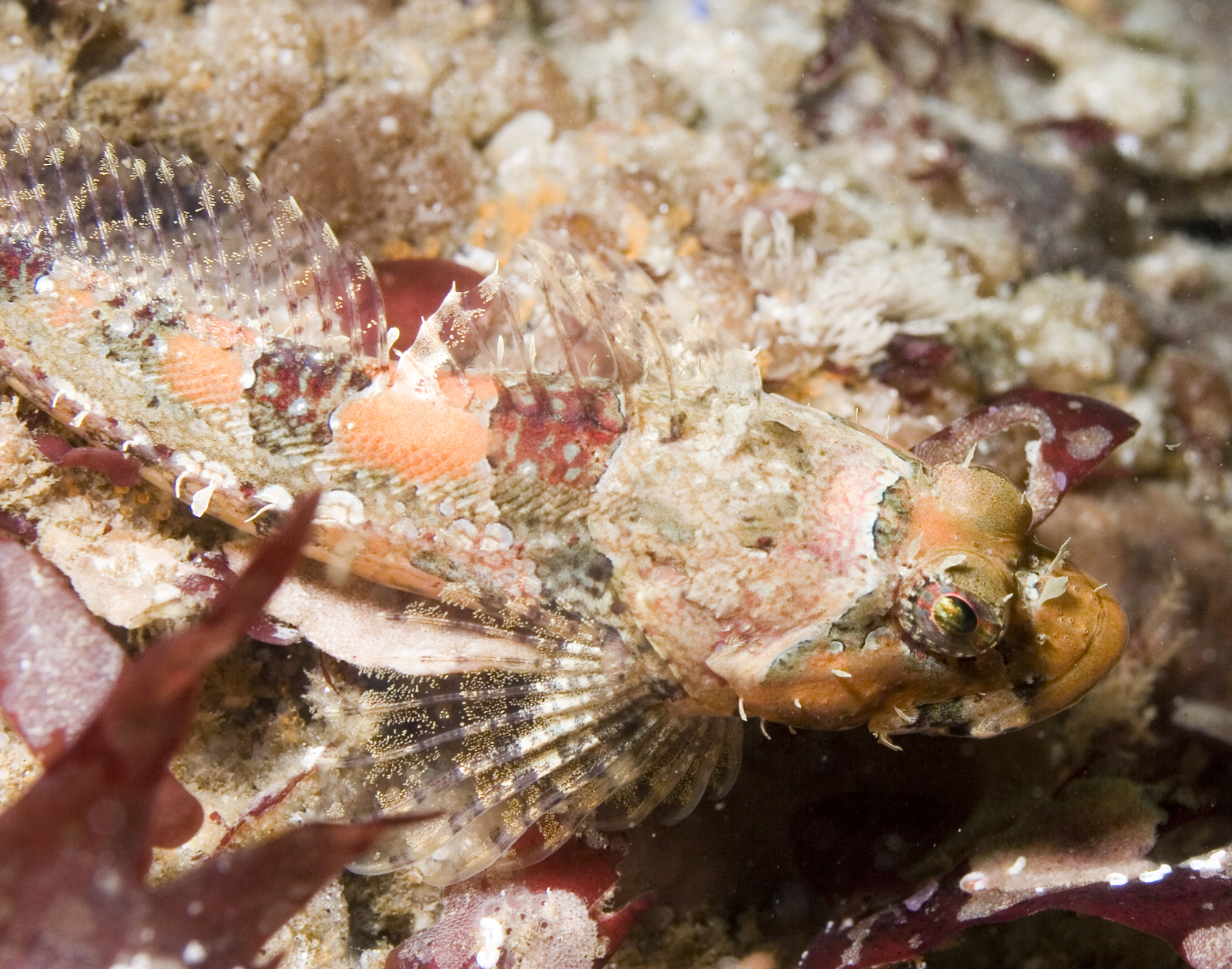
カジカ科の1種（Artedius corallinus）

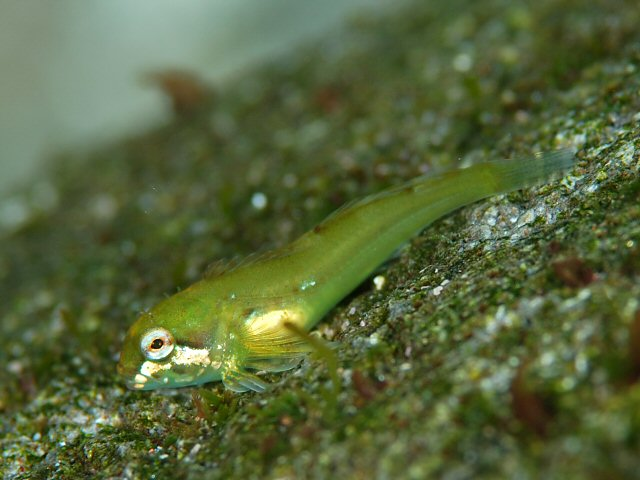
イダテンカジカ Ocynectes maschalis （カジカ科）。潮だまりなどごく浅い海域で生活する

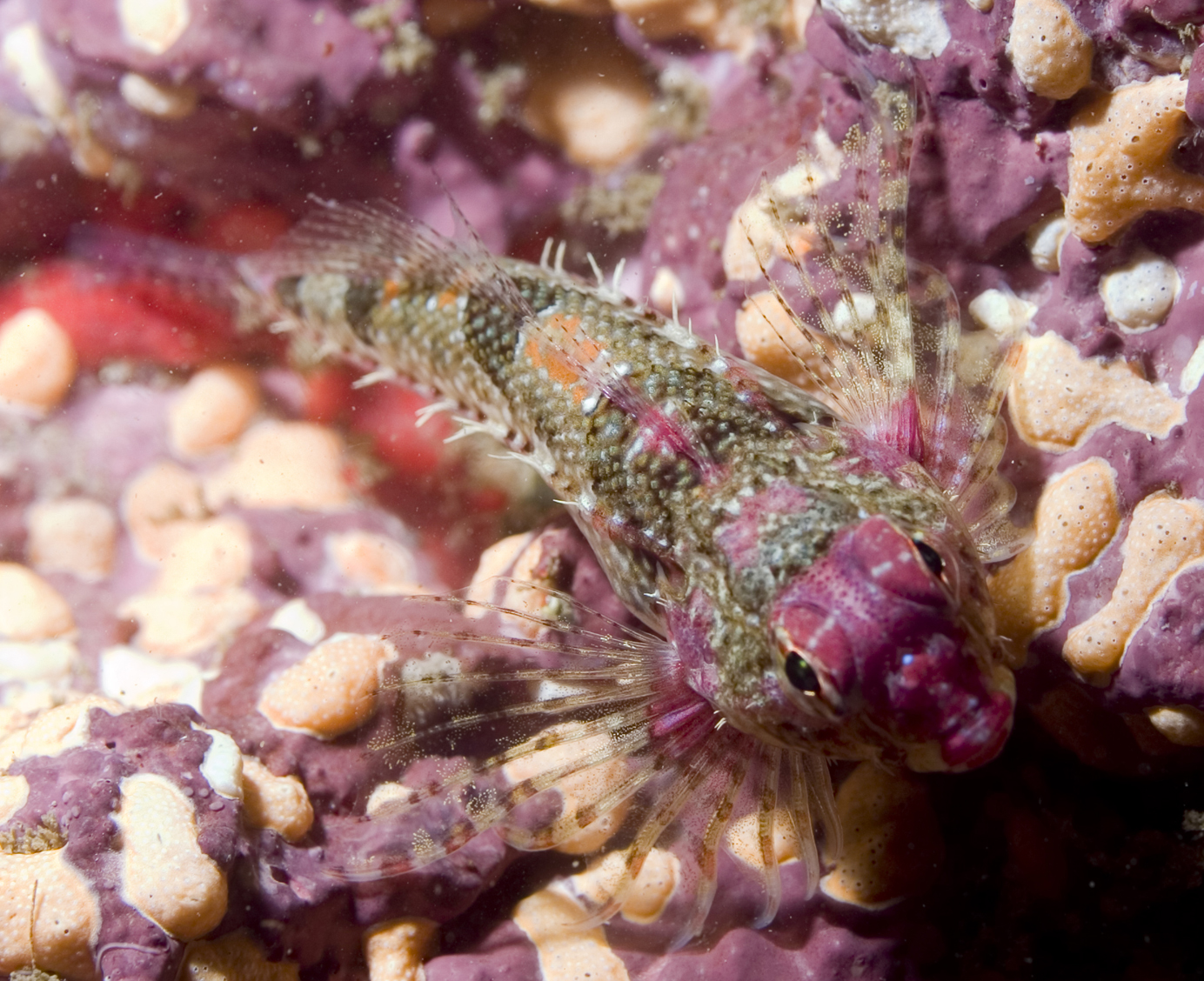
カジカ科の1種（Orthonopias triacis）

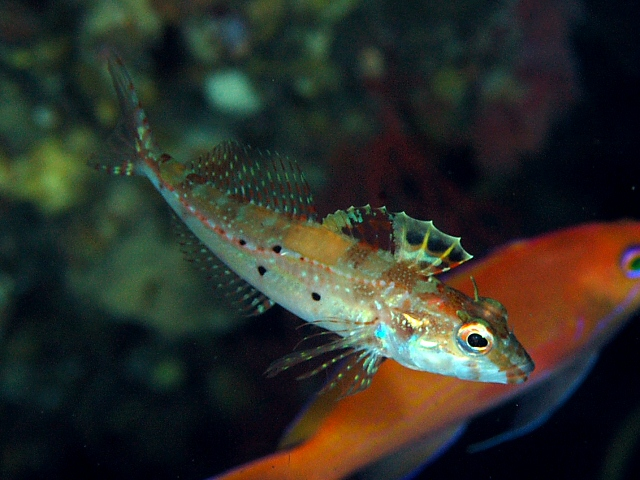
ヤナギアナハゼ Pseudoblennius argenteus （カジカ科）。第1背鰭にある3つの黒色斑が本種の特徴

カジカ科 Cottidae (Sea Scorpion)にはカジカ・トゲカジカ・アナハゼなど70属282種が所属する。ほとんどの種類は北部太平洋の沿岸域に分布する海水魚で、多様な種分化が認められる。南半球に分布する仲間はオーストラリア・ニューギニア島・ニュージーランドの近海に産する Antipodocottus 属の4種に限られ、いずれも深海性である。Cottocomephorus 属など、バイカル湖固有の淡水産種も含まれる。
眼が大きく、体の高い位置にある。側線は1本。臀鰭の棘条を欠く。成魚は浮き袋をもたない。
- アナハゼ属 Pseudoblennius
- イダテンカジカ属 Ocynectes
- イトヒキカジカ属 Argyrocottus
- オキカジカ属 Artediellus
- オットセイカジカ属 Stelgistrum
- オニカジカ属 Enophrys
- オホーツクカジカ属 Microcottus
- カジカ属 Cottus
- カワリアナハゼ属 Atopocottus
- キリカジカ属 Taurocottus
- キンカジカ属 Cottiusculus
- ギスカジカ属 Myoxocephalus
- クシカジカ属 Stlengis
- クシビレカジカ属 Phasmatocottus
- クロカジカ属 Porocottus
- コオリカジカ属 Icelus
- サラサカジカ属 Furcina
- スイ属 Vellitor
- ソコカジカ属 Zesticelus
- ダルマカジカ属 Daruma
- ツマグロカジカ属 Gymnocanthus
- ニジカジカ属 Alcichthys
- フタスジカジカ属 Icelinus
- ブチカジカ属 Oligocottus
- ベロ属 Bero
- ホッキョクカジカ属 Triglops
- ホホウロコカジカ属 Astrocottus
- マツカジカ属 Ricuzenius
- ヤセカジカ属 Radulinopsis
- ヤマノカミ属 Trachidermus
- 他39属

##### コメーポルス科
コメーポルス科 Comephoridae は1属2種からなり、いずれもバイカル湖固有種である。湖の中層で生活する漂泳性魚類で、体重を軽くするための適応が多くみられる。脂肪含有量が高く、体は半透明。卵胎生である。Nelson（2016）ではカジカ科の亜科とされている。
鱗はなく、胸鰭は非常に長く大きい。腹鰭と後擬鎖骨を欠く。骨は多孔性。
- コメーポルス属 Comephorus

##### アビュッソコットゥス科
アビュッソコットゥス科 Abyssocottidae には6属22種が所属する。バイカル湖固有種で、水深170m以深の湖底で生活する。後擬鎖骨はないか、あっても退化的。腹鰭をもつ。Nelson（2016）ではカジカ科の亜科とされている。
- Abyssocottus 属
- 他5属

##### ウラナイカジカ科

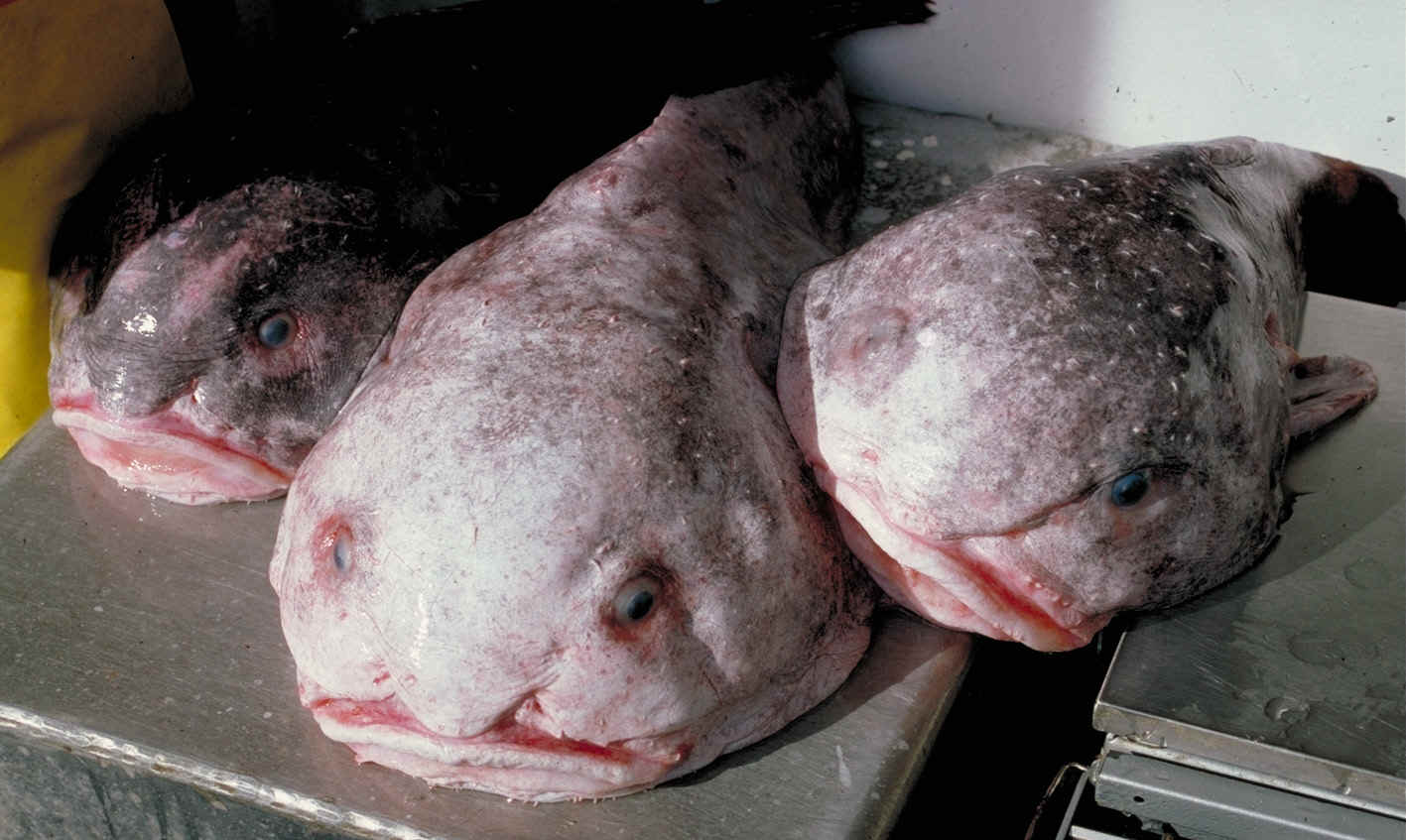
ニュウドウカジカ Psychrolutes phrictus （ウラナイカジカ科）。ウラナイカジカ亜科の仲間は、眼窩の間隔が大きく離れている

ウラナイカジカ科 Psychrolutidae は2亜科8属38種で構成される。三大洋の沿岸から深海（水深2,800m）まで分布し、最大長は65cm程度。
体は滑らかか、いぼ状の板で覆われる。眼窩同士の間隔が広い。側線は退化的。背鰭の棘条部と軟条部は多くの場合一続きで、一部が皮膚に埋もれることがある。鰓条骨は7本。口蓋骨の歯を欠き、前鋤骨歯の有無はさまざま。
- コブシカジカ亜科 Cottunculinae  5属。頭部は骨性で頑丈、しばしばトゲをもつ。眼窩間の広さはウラナイカジカ亜科と比べ小さい。鰭や体の色は単色ではない。
  - ガンコ属 Dasycottus
  - コブシカジカ属 Malacocottus
  - ヤギシリカジカ属 Eurymen
  - 他2属
- ウラナイカジカ亜科 Pcychrolutinae  3属。頭部は骨化せず、トゲももたない。鰭・体の色は単色。
  - アカドンコ属 Ebinania
  - ウラナイカジカ属 Psychrolutes
  - Neophrynichthys 属

##### バテュルティクテュス科
バテュルティクテュス科 Bathylutichthyidae は1属1種で、B. taranetzi のみが所属する。サウスジョージア島など南極海周辺に分布する。表面上は深海産のウラナイカジカ属とよく似ているが、長い口ヒゲと鰭の特徴から別種とされ、独立の科として扱われている。
体は滑らか。下顎に1対の長い口ヒゲをもつ。尾鰭は背鰭・臀鰭と連続する。鋤骨と口蓋骨の歯を欠く。後擬鎖骨と胸部の肋骨をもたない。
- バテュルティクテュス属 Bathylutichthys

#### ダンゴウオ上科

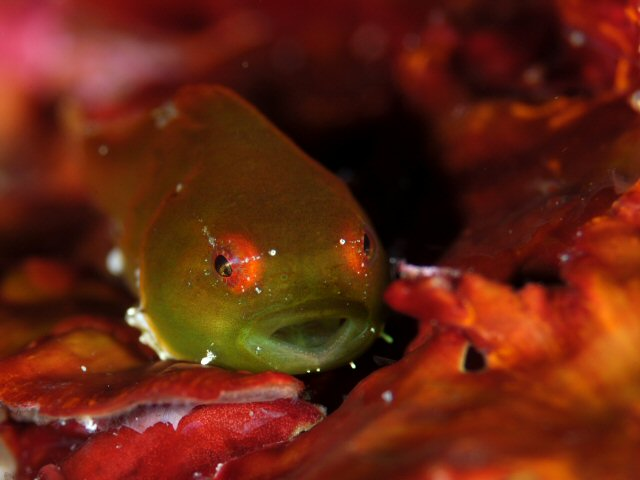
ダンゴウオ Lethotremus awae （ダンゴウオ科）。丸みを帯びた体は本科魚類の特徴である

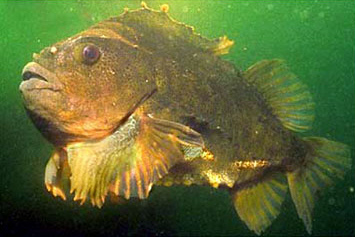
ヨコヅナダンゴウオ Cyclopterus lumpus （ダンゴウオ科）。ランプサッカーとも呼ばれ、卵はキャビアの代用品として利用される

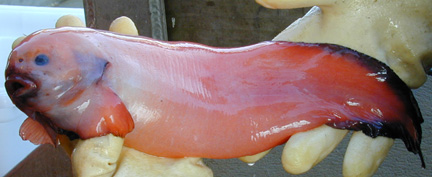
フウライクサウオ Elassodiscus tremebundus （クサウオ科）。クサウオ類はゼリー状でぬるぬるした体をもち、背鰭・臀鰭は尾鰭と連続する

ダンゴウオ上科 Cyclopteroidea は2科38属434種で構成される。腹鰭がある場合は喉の位置にあり、吸盤状に変形している。ほとんどの種類は側線を欠き、鰓の開口部は小さい。

##### ダンゴウオ科
ダンゴウオ科 Cyclopteridae はダンゴウオ・ホテイウオなど6属27種を含む。北半球の寒冷な海に分布する魚類が多い。ホテイウオ亜科・ダンゴウオ亜科の2亜科に分ける場合もある。
体は全体的に丸っこく、粒状の小さな結節に覆われる。背鰭は通常2つあり、棘条部は皮下に埋もれ外からは見えない種類もいる。後半の軟条部は尾鰭と連続しない。
- イボダンゴ属 Eumicrotremus
- オキフウセンウオ属 Cyclopteropsis
- ダンゴウオ属 Lethotremus
- ホテイウオ属 Aptocyclus
- 他2属

##### クサウオ科
クサウオ科 Liparidae にはクサウオなど32属407種が所属する。北極海から南極海まで極めて広範な分布を示すグループであり、生息水深の範囲もタイドプールから7,000m以深の超深海まで幅広い。本科は南洋・北部太平洋・北極海において、もっとも魚種の豊富な科の一つとなっている。さまざまな亜科の設置が提案されているが、Nelson（2006）の体系ではいずれも情報不足として採用されていない。
体は細長く、鱗をもたない。皮膚は粘液状でぬるぬるしていることが多い。背鰭と臀鰭は棘条をもたず、その基底は非常に長く尾鰭と連続することもある。インキウオ属・カンテンウオ属の仲間は腹鰭を欠くことが多い。
- インキウオ属 Paraliparis
- オオバンコンニャクウオ属 Squaloliparis
- カンテンウオ属 Nectoliparis
- クサウオ属 Liparis
- コンニャクウオ属 Careproctus
- スイショウウオ属 Crystallichthys
- フウライクサウオ属 Elassodiscus
- 他25属